# Oklahoma
Pour les articles homonymes, voir Oklahoma (homonymie).
L'Oklahoma (/ˌoʊkləˈhoʊmə/ ) est un État du Sud-Central des États-Unis. Il est bordé au nord par le Colorado et le Kansas, à l'est par le Missouri et l'Arkansas, à l'ouest par le Nouveau-Mexique et au sud par le Texas dont il est séparé par la rivière Rouge du Sud. Avec une population estimée à 4 053 824 habitants en 2023 et une superficie de 181 195 km2, l'Oklahoma est le 28e État le plus peuplé et le 20e plus grand de la Fédération. Le nom de l'État vient des mots chacta okla et homa, signifiant « peuple rouge ». L'Oklahoma est aussi connu par son surnom : The Sooner State. Formé par l'unification du territoire de l'Oklahoma et du Territoire indien, il est devenu le 46e État des États-Unis le 16 novembre 1907. Ses habitants sont appelés Oklahomans (ou "Okies" abréviation aujourd'hui neutre ou méliorative) et Oklahoma City est sa capitale ainsi que la ville la plus peuplée. Il s'agit d'un des états les plus conservateurs des États-Unis.
L'économie de l'Oklahoma est diversifiée : le secteur primaire repose sur l'agriculture, la production de gaz naturel et de pétrole, particulièrement importante depuis l'exploitation du gaz de schiste (en 2015, le secteur pétrolier représente 20 % des emplois de l'État et deux tiers des emplois créés depuis 2010). Les autres activités sont l'aéronautique, les télécommunications et les biotechnologies. Avant la crise économique mondiale de 2008, l'État connaissait l'une des plus fortes croissances économiques du pays,. Oklahoma City et Tulsa sont les deux principaux centres urbains : en effet, près de 60 % des habitants vivent dans ces deux régions métropolitaines. L'Oklahoma est particulièrement dynamique dans les domaines de l'éducation et de la santé. Ses plus grandes universités participent aux principales associations sportives (NCAA et NAIA).
La majeure partie de l'Oklahoma appartient aux Grandes Plaines avec des paysages variés de prairie, de montagnes moyennes et de forêts à l'est. Le climat est marqué par des phénomènes violents tels que les tornades. D'après le Bureau du recensement des États-Unis, de nombreux habitants déclarent descendre d'ancêtres allemands, irlandais, britanniques et amérindiens. Plus de 25 langues amérindiennes sont parlées, le record de tous les États américains. L'Oklahoma se trouve au carrefour de plusieurs aires culturelles. Il appartient à la Bible Belt où le succès du christianisme évangélique en fait l'un des États les plus conservateurs. Paradoxalement, et malgré les mouvances rigoristes liées à l'évangélisme, c'est aussi l'un des États où la consommation d'alcool est la plus élevée. L'identité de l'État repose sur un folklore vivant (rodéo, western, country, cultures amérindiennes).

## Origine du nom
Le nom de l'État vient des mots chactas okla et humma, signifiant « peuple rouge ». Le chef choctaw Allen Wright (en) suggéra ce nom en 1866 pendant les négociations entre les Amérindiens et le gouvernement fédéral des États-Unis sur le Territoire indien. L'expression « peuple rouge » désigne les Amérindiens comme un peuple unique. Oklahoma devint plus tard le nom de facto du territoire de l'Oklahoma et fut approuvé officiellement en 1890, deux ans après que la région fut ouverte à la colonisation blanche,,. Le mot « Okies » a été popularisé par le roman de John Steinbeck Les Raisins de la colère ; le terme est utilisé de manière positive par les habitants de l'Oklahoma. Enfin, l'expression « Oklahoma is OK » joue sur l'abréviation de l'État (OK).

## Histoire

### Période précolombienne

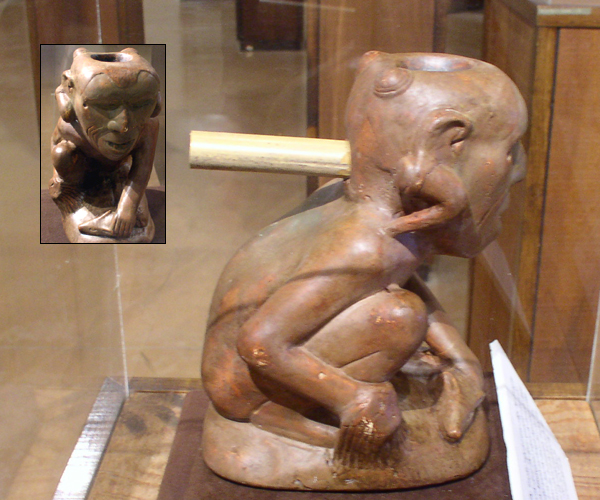
Pipe à effigie retrouvée à Spiro Mounds, Oklahoma.

Les premières traces de la présence humaine en Oklahoma datent de la dernière ère glaciaire lorsque des groupes nomades de Paléoaméricains parcouraient la région en quête de nourriture,. Les cultures Folsom et Clovis ont été identifiées en plusieurs endroits. Vers 500 après l'ère commune apparurent les premières céréales cultivées dans la partie orientale, puis des innovations techniques (arc et flèche, céramique, architecture). La population connut alors une importante croissance. Le plus ancien site occupé de façon permanente par l'Homme est celui de Spiro Mounds, dans l'Est de l'Oklahoma, qui fut habité entre 850 et 1450 après l'E.C.. La civilisation du Mississippi dominait alors le centre de l'Amérique du Nord et laissa de nombreux tertres funéraires ou cultuels. Après la disparition des Mound Builders, la région fut occupée par les Caddos, les Osages et les Wichitas qui chassaient le bison ou pratiquaient l'agriculture (maïs, haricot, courge).

### Exploration et colonisation
Le conquistador espagnol Francisco Vásquez de Coronado traversa l'Oklahoma en 1541. Puis les explorateurs français sillonnèrent la région pour la traite des fourrures et revendiquèrent la région au XVIIIe siècle qui fit partie de la Louisiane française jusqu'en 1803, lorsque cette dernière fut achetée par les États-Unis. Les années 1800-1820 furent marquées par l'exploration américaine des cours d'eau.

### Le Territoire indien

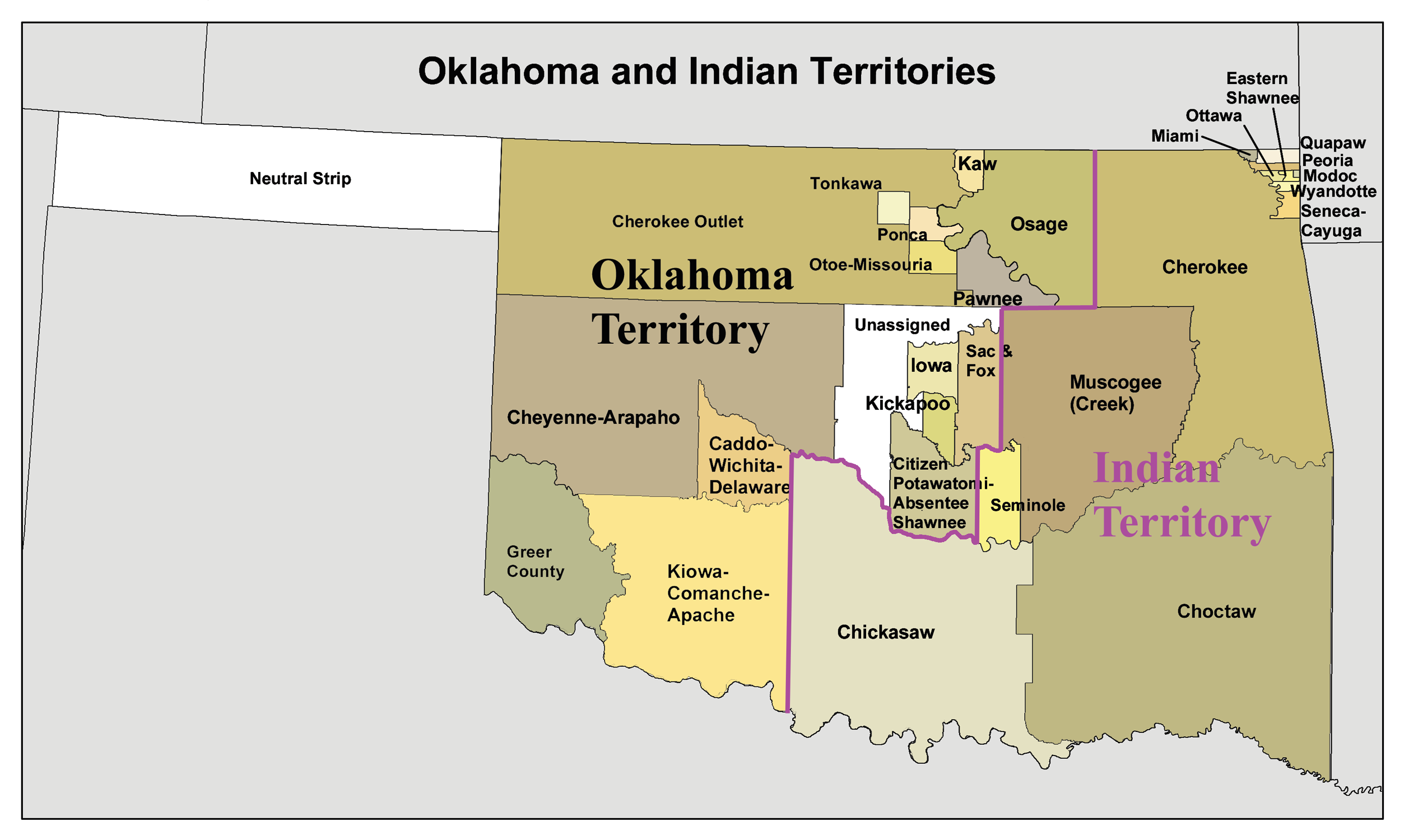
Le Territoire indien et le territoire de l'Oklahoma vers 1890.

Tout au long du XIXe siècle, plusieurs milliers d'Amérindiens furent contraints de quitter leurs terres pour s'installer en Oklahoma et dans les régions proches. Les Cinq tribus civilisées furent les plus touchées par la déportation comme celle dite de la « Piste des Larmes » (1831-1838). La région, qui était déjà habitée par les tribus osages et quapaws, fut attribuée par le gouvernement américain aux Chactas puis à d'autres peuples déplacés (les Cherokees de Géorgie, les Séminoles de Floride, les Chicachas de Louisiane). Vers 1890, plus de 30 nations et tribus amérindiennes vivaient sur le Territoire indien.
Durant la guerre de Sécession, le Territoire indien fut envahi par l'armée confédérée et par celle de l'Union. Dès 1866, de nouveaux traités furent passés entre les Amérindiens et le gouvernement qui amputèrent de moitié le territoire originel des Amérindiens. L'autre moitié servit à parquer des tribus telles que les Outaouais ou les Wichitas. Finalement, le 22 avril 1889, les terres furent ouvertes aux colons qui s'y installèrent en masse (près de 50 000). Le 2 mai 1889, le territoire de l'Oklahoma fut organisé sur la partie occidentale du Territoire indien, auquel fut adjoint le Panhandle de l'Oklahoma.
En novembre 1868, en violation du traité de Medicine Lodge, des troupes commandées par le général George Armstrong Custer attaquent de nuit un village situé sur les rives de la Washita. La plupart des habitants furent tués — 103 hommes et un nombre inconnu de femmes et d'enfants, que Custer ne jugea pas dignes d’être comptés.

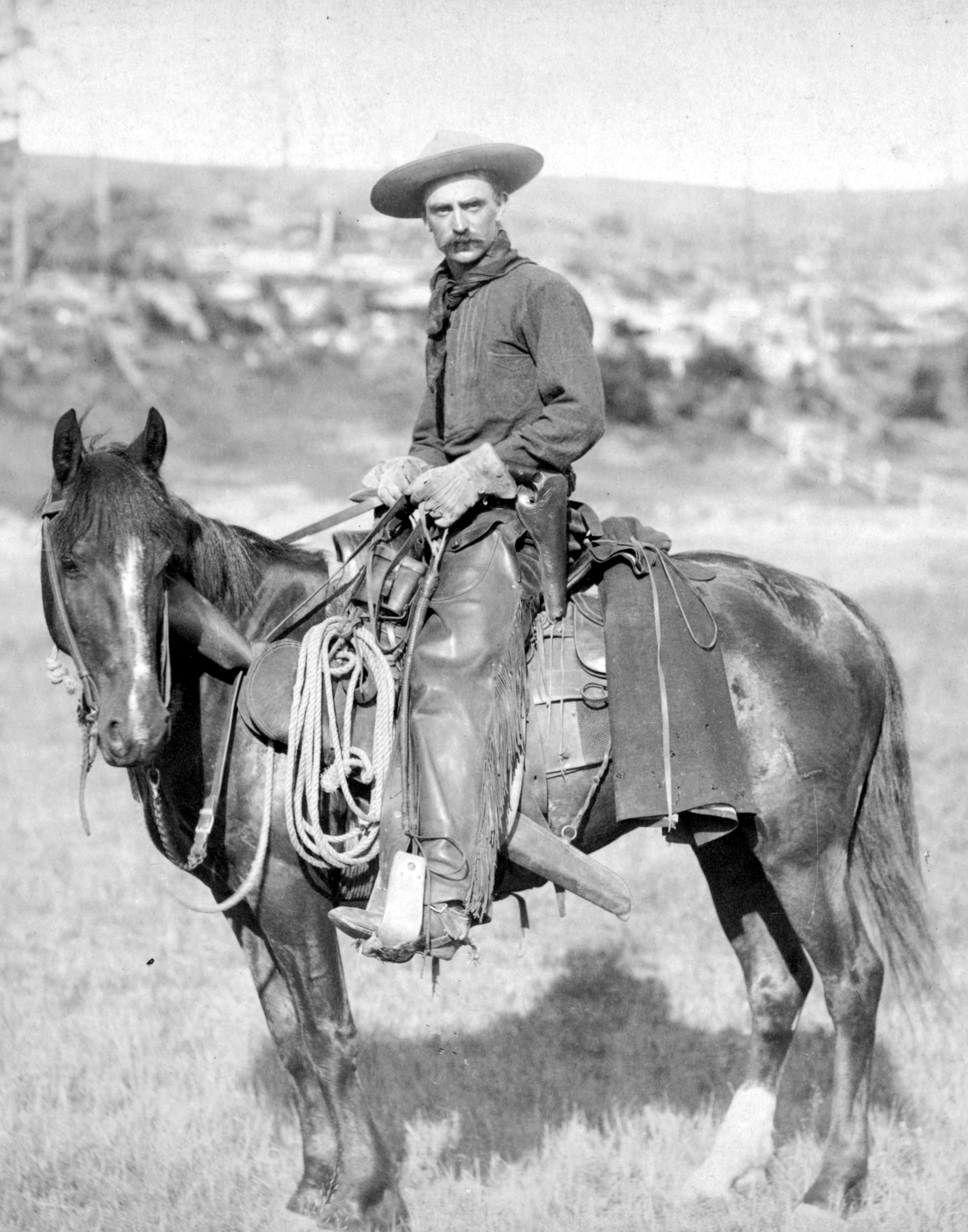
Les cow-boys conduisaient le bétail à travers l'État à la fin du XIXe siècle.

Entre 1866 et 1899, la croissance démographique des États-Unis entraîna une augmentation de la consommation de viande. Pour faire face à cette demande, l'élevage se développa au Texas et dans l'Oklahoma. Ce fut la grande époque des cow-boys qui menaient les troupeaux vers les gares du Kansas. En 1881, quatre des cinq chemins de transhumance passaient par le Territoire indien.
Avec l'installation de colons blancs dans la région, le gouvernement fédéral établit le Dawes Act en 1887, approfondi par le Curtis Act en 1898. Cette loi distribuait les terres tribales aux familles amérindiennes et encourageait leur mise en valeur agricole. La moitié des terres amérindiennes fut en réalité ouverte à la colonisation ou achetée par les compagnies de chemin de fer. La course à la terre (« Land Run » en anglais), en particulier en 1889, commençait selon le principe du « premier arrivé, premier servi ». Ceux qui ne respectaient pas les règles en entrant dans le Territoire avant le départ officiel étaient appelés les sooners, terme qui devint le surnom de l'Oklahoma. Entre 1889 et 1895, six « courses à la terre » furent organisées. Le 16 novembre 1907, le Territoire de l'Oklahoma et le Territoire indien furent regroupés au sein de l'« État de l'Oklahoma » qui devint le 46e État de l'Union.
La tentative de créer un État amérindien nommé Oklahoma ou Sequoyah échoua ; mais la Sequoyah Statehood Convention de 1905 posa les fondations de l'Oklahoma Statehood Convention, qui se réunit deux ans plus tard. La découverte du pétrole provoqua l'essor de plusieurs villes à partir de 1896 : au début du XXe siècle, Tulsa fut surnommée « la capitale mondiale du pétrole » (Oil Capital of the World). En 1927, l'État atteignait sa production maximale de pétrole. La même année, l'homme d'affaires Cyrus Avery s'engagea en faveur de la création de la Route 66. Il souhaitait que sa région d'adoption, l'Oklahoma, soit au carrefour de plusieurs routes traversant les États-Unis.

### Passé afro-américain
L'Oklahoma possède également une riche histoire afro-américaine. Plusieurs communautés noires se sont formées au début du XXe siècle pour échapper au racisme qui prévalait notamment dans les États du Sud. Leur installation dans ce qui était alors le Territoire indien a été encouragée par le politicien Edward P. McCabe. Ce dernier essaya même de convaincre le président Theodore Roosevelt que l'Oklahoma deviendrait un État majoritairement noir. Pourtant, de nombreuses communautés afro-américaines sont devenues des villes fantômes, à quelques exceptions près comme Boley et Langston, siège de l'université afro-américaine de Langston.
Malgré les lois Jim Crow et la présence du Ku Klux Klan, le quartier noir de Greenwood, dans la ville de Tulsa, connut son heure de prospérité jusqu'au 31 mai 1921, date du massacre de Tulsa, où le quartier fut attaqué par une foule d'Américains blancs. Le nombre exact de victimes n'est pas connu. Les estimations vont de 36 morts (statistiques officielles de 1921) à 300 (estimation de la Croix-Rouge). Les émeutes font en outre huit mille sans-abri en raison des incendies provoqués par les émeutiers,. Aucun des responsables de l'attaque n’est poursuivi. En revanche, plusieurs Noirs accusés d’avoir provoqué les violences sont condamnés, et la plupart des survivants doivent déménager. À la fin des années 1920, l'influence du Ku Klux Klan diminua fortement en Oklahoma.

### XXesiècle

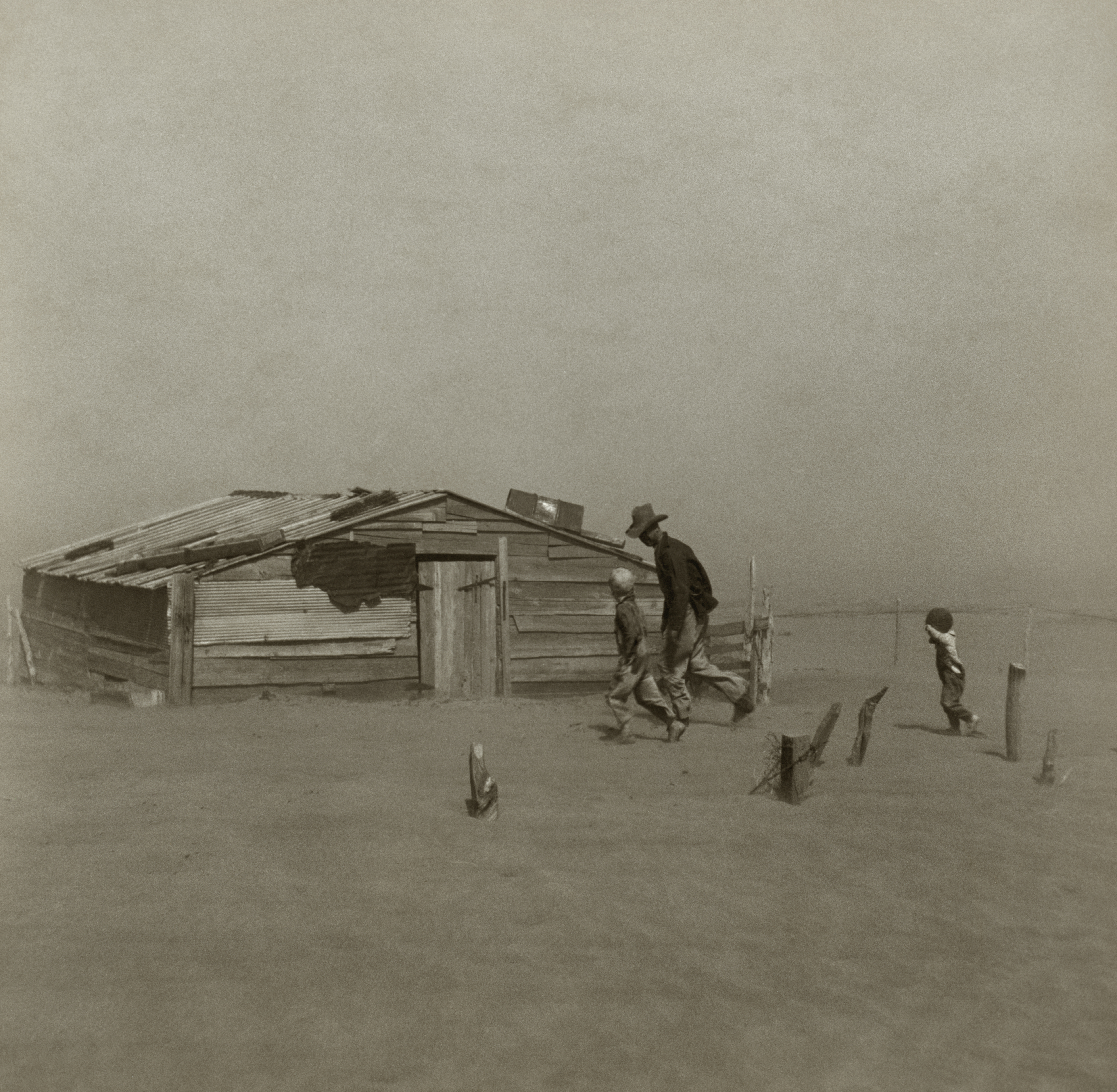
Un fermier et ses deux fils pendant une tempête de poussière (Dust Bowl). Comté de Cimarron, Oklahoma, 1936. Photo : Arthur Rothstein.

Pendant les années 1930, le Nord-Ouest de l'État fit partie du Dust Bowl, la région des États-Unis touchée par la sécheresse et l'érosion des sols. De nombreux agriculteurs furent contraints de quitter l'Oklahoma pour s'installer à l'ouest du pays : ce sont les Okies. La catastrophe fit également de nombreux morts victimes de maladies respiratoires ou de malnutrition. La population diminua jusque dans les années 1950. Le président américain Franklin Delano Roosevelt ordonna au Civilian Conservation Corps de planter des arbres entre la frontière canadienne et le Texas afin de couper le vent et de maintenir les sols. Les fermiers furent formés aux techniques de préservation du sol et de l'eau. Plusieurs barrages furent aménagés pour les besoins de l'irrigation et pour contrôler les crues. Ainsi, dans les années 1960, on comptait déjà près de 200 lacs artificiels, le record aux États-Unis,.
La prohibition n'y a été abolie que tardivement en 1959.

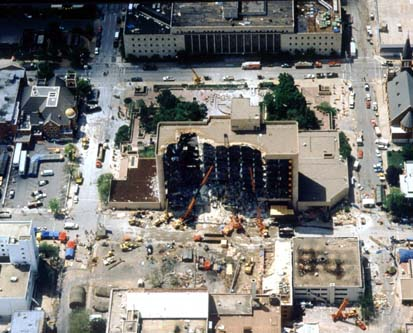
Bâtiment fédéral Alfred P. Murrah après l'attaque terroriste.

L'économie de l'Oklahoma reprit sa croissance avec la Seconde Guerre mondiale. Les besoins de l'armée américaine stimulèrent la production de pétrole et de biens manufacturés. L'État connut de nouveau la crise dans les années 1980 avec la multiplication des faillites bancaires et la diminution de la production de pétrole. L'attentat d'Oklahoma City eut lieu le 19 avril 1995 contre le bâtiment fédéral Alfred P. Murrah ; il fit 168 morts dont 19 enfants et plus de 800 blessés. Perpétré par Timothy McVeigh et Terry Nichols, attentat le plus meurtrier de l'histoire des États-Unis après ceux du 11 septembre 2001.

## Géographie
L'Oklahoma est le 20e État des États-Unis pour la superficie avec 181 035 km2, dont 177 847 km2 de terres et 3 188 km2 sous l'eau. Il se trouve dans les Grandes Plaines non loin du centre géographique des États-Unis contigus. Il est bordé au nord par le Colorado et le Kansas, à l'est par le Missouri et l'Arkansas, à l'ouest par le Nouveau-Mexique et au sud par le Texas. L'Oklahoma se trouve entre le 33e et le 37e parallèle nord, entre le 94e et le 103e méridien ouest.

### Relief

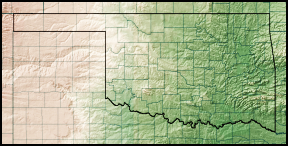
Carte topographique de l'Oklahoma.

L'Oklahoma est situé entre les Grandes Plaines et les monts Ozarks à l'est. L'organisation du relief est simple : plus on se dirige vers l'ouest, plus les altitudes augmentent. L'Ouest de l'État est occupé par de hautes plaines alors que des plaines humides caractérisent le Sud-Ouest,. Le point culminant, Black Mesa (1 516 mètres d'altitude), se trouve au nord-ouest, dans le Panhandle. Le point le plus bas (88 mètres d'altitude) se situe sur la Little River près de la frontière sud-est et de la ville d'Idabel.

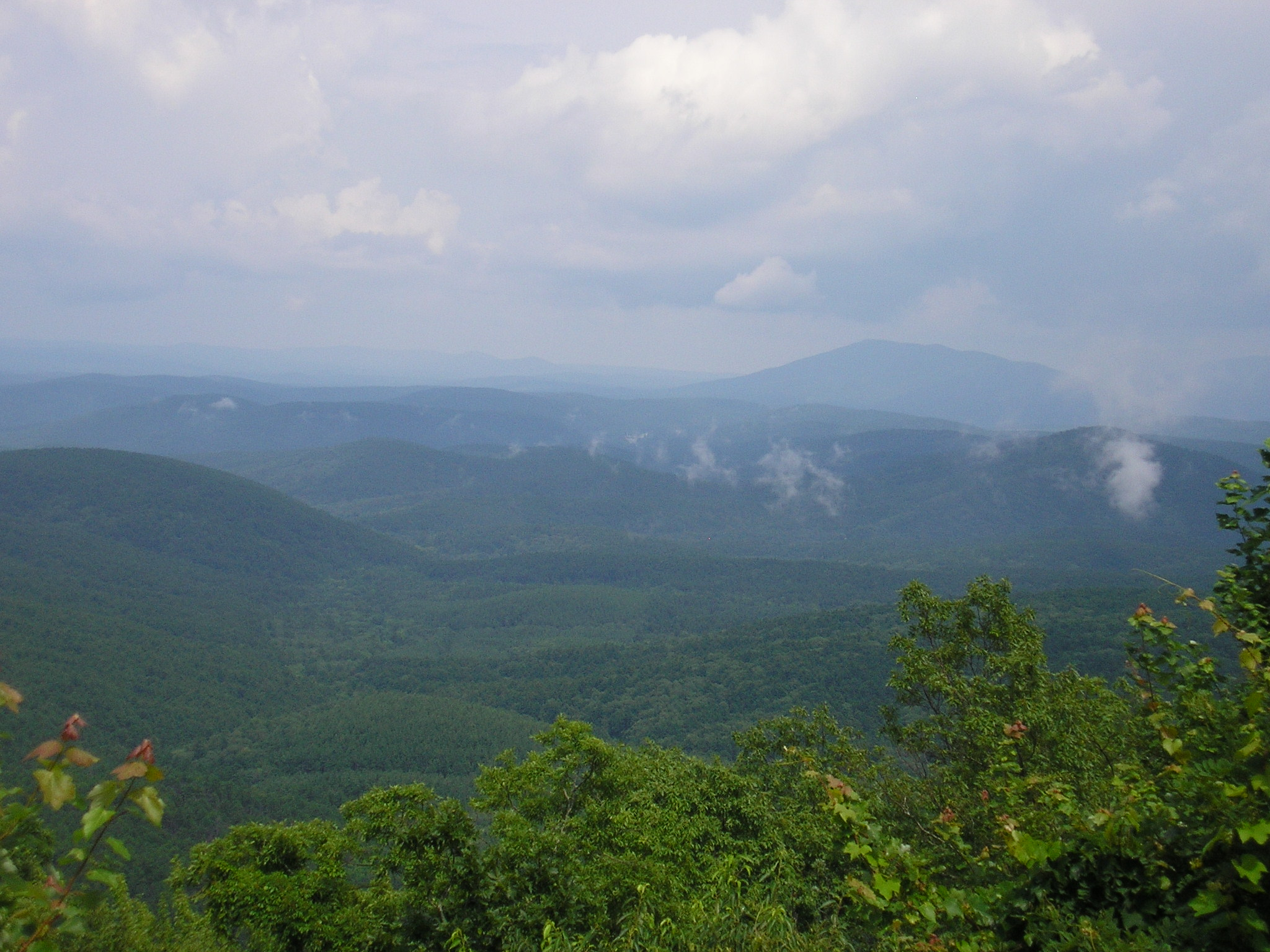
Les montagnes Ouachita au Sud-Est de l'Oklahoma

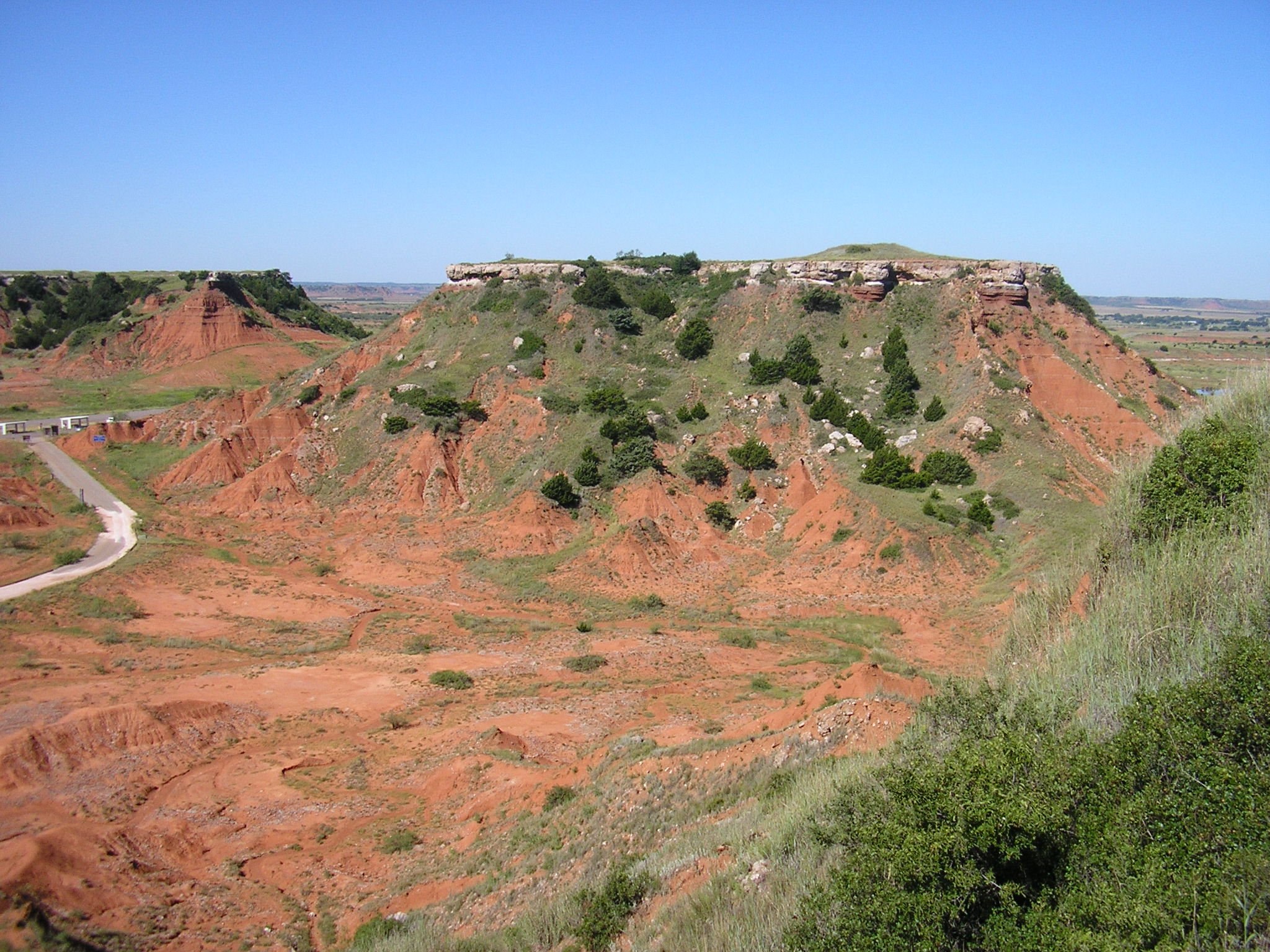
Glass Mountains

Il existe quatre ensemble de montagnes ou de collines : les Ouachita au sud-est, les Arbuckle au sud, les Wichita au sud-ouest et les monts Ozarks au nord-est. Les monts Ozark et les montagnes Ouachita représentent les seules montagnes entre les Appalaches et les Rocheuses. Une partie des prairies d'herbes hautes des Flint Hills s'étire à travers le centre-nord de l'Oklahoma ; Cavanal Hill, au sud-est de l'État est considérée par le Département du Tourisme et des Loisirs comme la plus haute colline du monde (609 mètres d'altitude). Le centre est occupé par les Red Bed Plains (région autour d'Oklahoma City). Entre les Red Bed Plains et la frontière avec l'Arkansas se trouvent les Sandstone Hills particulièrement riches en pétrole et en charbon. À l'ouest, les Gypsum Hills sont aussi appelées Glass Mountains en raison de leur aspect minéral.
Le paysage du Nord-Ouest est constitué de mesas, de hautes plaines semi-arides et de plateaux disséqués par des gorges comme dans les Glass Mountains. Le Sud-Ouest est dominé par des plaines coupées par de petites chaînes de montagnes comme les Antelope Hills et les montagnes Wichita. Une zone de transition, située au centre de l'État, offre des étendues de prairies et de bois. Les monts Ozark et les montagnes Ouachita s'élèvent d'ouest en est,.
Le risque sismique est faible en Oklahoma. Le tiers oriental de l'État est affecté par des glissements de terrain. Les rives des cours d'eau vivent sous la menace des inondations.

### Hydrographie

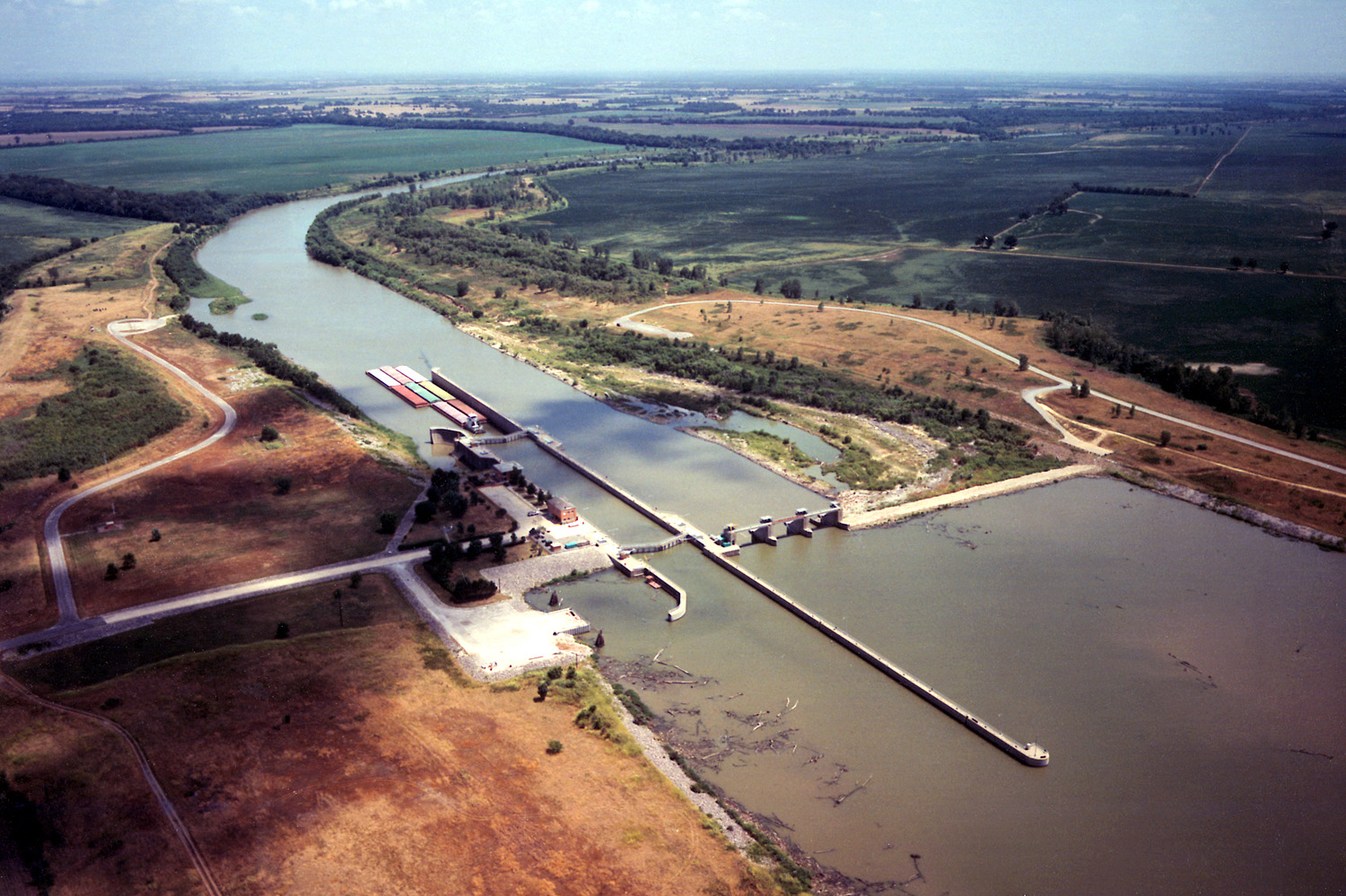
Barrage et écluse de Newt Graham.

On recense quelque 500 cours d'eau de diverses tailles et 200 lacs formés par les barrages : l'Oklahoma possède le plus grand nombre de réservoirs artificiels du pays. La plus grande partie de l'État appartient à deux bassins hydrographiques : celui de la rivière Rouge et celui de l'Arkansas, deux affluents du fleuve Mississippi qui se jette dans le golfe du Mexique. La Cimarron et la Canadian prennent leurs sources dans les montagnes Rocheuses et se jettent dans la rivière Arkansas. La Washita est un affluent de la rivière Rouge qui forme la frontière avec le Texas au sud. Les cours d'eau venant de l'ouest sont alimentés par la fonte des neiges au printemps mais subissent une forte évaporation dans les Grandes Plaines. Ils sont fortement chargés en alluvions et en sable, en sel à l'ouest.
Le lac Eufaula (41 278 hectares) et le lac Texoma (36 017 hectares) sont les plus grands lacs artificiels de l'État. C'est à l'est que se concentrent les lacs formés sur un bras-mort d'un cours d'eau. À l'ouest, de nombreux lacs sont temporaires et se remplissent lorsqu'il y a une grosse averse.
L'Oklahoma possède d'importantes réserves d'eau dans son sous-sol : les aquifères permettent de couvrir 60 % des besoins en eau de l'État. Les aquifères de l'Ouest, comme celui de Rush Springs, servent à irriguer les terres agricoles.

### Climat

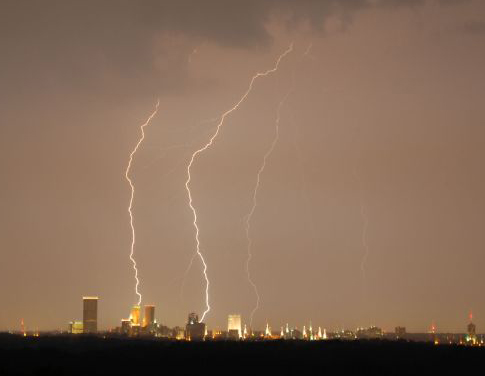
Orage sur la ville de Tulsa. Le climat de l'Oklahoma favorise la formation des cellules orageuses.

L'Oklahoma se trouve dans une zone de climat tempéré. Son climat est de type continental et la région connaît une forte amplitude thermique annuelle. L'hiver, le blizzard paralyse les réseaux de transport. En janvier et février, les vagues de froid (cold waves) peuvent faire chuter brutalement les températures. Les tornades sont des phénomènes violents et ponctuels qui concernent cette partie de la « Tornado Alley ». Elles naissent de la rencontre de l'air tropical avec l'air plus froid venant du nord, particulièrement entre avril et juin. L'État est frappé par 54 tornades par an en moyenne, l'une des fréquences les plus élevées du monde. La tornade de Woodward du 9 avril 1947 fait 107 morts. Celles de 1999 font une quarantaine de morts et plus d'un milliard de dollars de dégâts. La même année, on recense 145 tornades de différentes intensités. Dans le Panhandle, les averses soudaines et brutales provoquent la crue des fleuves. En été, les vents brûlants provoquent des sécheresses et favorisent l'érosion des sols comme lors du Dust Bowl des années 1930. Les orages peuvent par ailleurs provoquer des incendies. Le 20 mai 2013, une importante tornade fait 24 morts dans la ville de Moore près d'Oklahoma City.
Les températures annuelles évoluent selon un gradient nord/sud, du plus froid au plus chaud. Les précipitations, quant à elles, varient suivant un gradient est/ouest, du plus humide au plus sec. L'est de l'Oklahoma connaît un climat subtropical humide (Cfa selon la classification de Köppen) : cette région subit l'influence des vents du sud qui font remonter des masses d'air chaudes et humides en été depuis le golfe du Mexique. Les hautes plaines de l'ouest ont un climat semi-aride (Bsk selon la classification de Köppen). Au sud-est, la température annuelle moyenne est de 17 °C et la hauteur annuelle moyenne de précipitations est de 1 420 mm, alors que le Panhandle connaît des températures moyennes de 14 °C et 430 mm de précipitations. L'ensoleillement dans l'ensemble de l'État est très élevé et varie entre 2 700 à plus de 3 100 heures en moyennes par an en fonction des zones. Lors de la saison estivale les températures peuvent atteindre ou dépasser les 40 °C dans l'ensemble de l'État, l'hiver les températures peuvent approcher les −18 °C dans les zones les plus froides de l'état. La plus haute température record connu dans l'État fut de 49 °C. Cette température fut observée la première fois lors du très chaud été de 1936 : à Alva le 18 juillet, à Altus le 19 juillet et le 12 août, et à Poteau le 10 août. La barre des 49 °C fut atteinte à Tishomingo le 26 juillet 1943 et plus récemment à Tipton le 27 juin 1994. La plus basse température fut enregistrée à Nowata avec −35,0 °C le 10 février 2011. En hiver, les chutes de neige varient de moins de 10 cm dans le sud à 51 cm dans le Panhandle. Le centre de prévision des tempêtes (National Storm Prediction Center) du Centre national météorologique se trouve à Norman.
| Ville                                          | Jan      | Fév       | Mar      | Avr      | Mai       | Juin      | Juil      | Août      | Sep       | Oct       | Nov      | Déc       |
| ---------------------------------------------- | -------- | --------- | -------- | -------- | --------- | --------- | --------- | --------- | --------- | --------- | -------- | --------- |
| Oklahoma City                                  | 8,3/-3,3 | 12,2/-0,5 | 16,6/3,8 | 21,5/8,8 | 26,1/14,4 | 30,5/18,8 | 33,8/21,6 | 33,3/21,1 | 28,8/16,6 | 22,7/10,5 | 15,5/3,3 | 10/-1,6   |
| Tulsa                                          | 7,7/-3,3 | 11,6/-0,5 | 16,6/4,4 | 22,2/10  | 26,6/15   | 31,1/20   | 34,4/22,7 | 33,8/21,6 | 28,8/17,2 | 23,3/10,5 | 15,5/3,8 | 10/-1,1   |
| Lawton                                         | 10/-3,3  | 13,3/-0,5 | 18,8/4,4 | 22,7/9,4 | 27,7/15   | 32,2/20   | 35,5/22,7 | 35/21,6   | 30/17,2   | 24,4/10,5 | 16,6/3,8 | 11,1/-1,1 |
| Températures moyennes hautes et basses en °C,. |          |           |          |          |           |           |           |           |           |           |          |           |

### Flore et faune

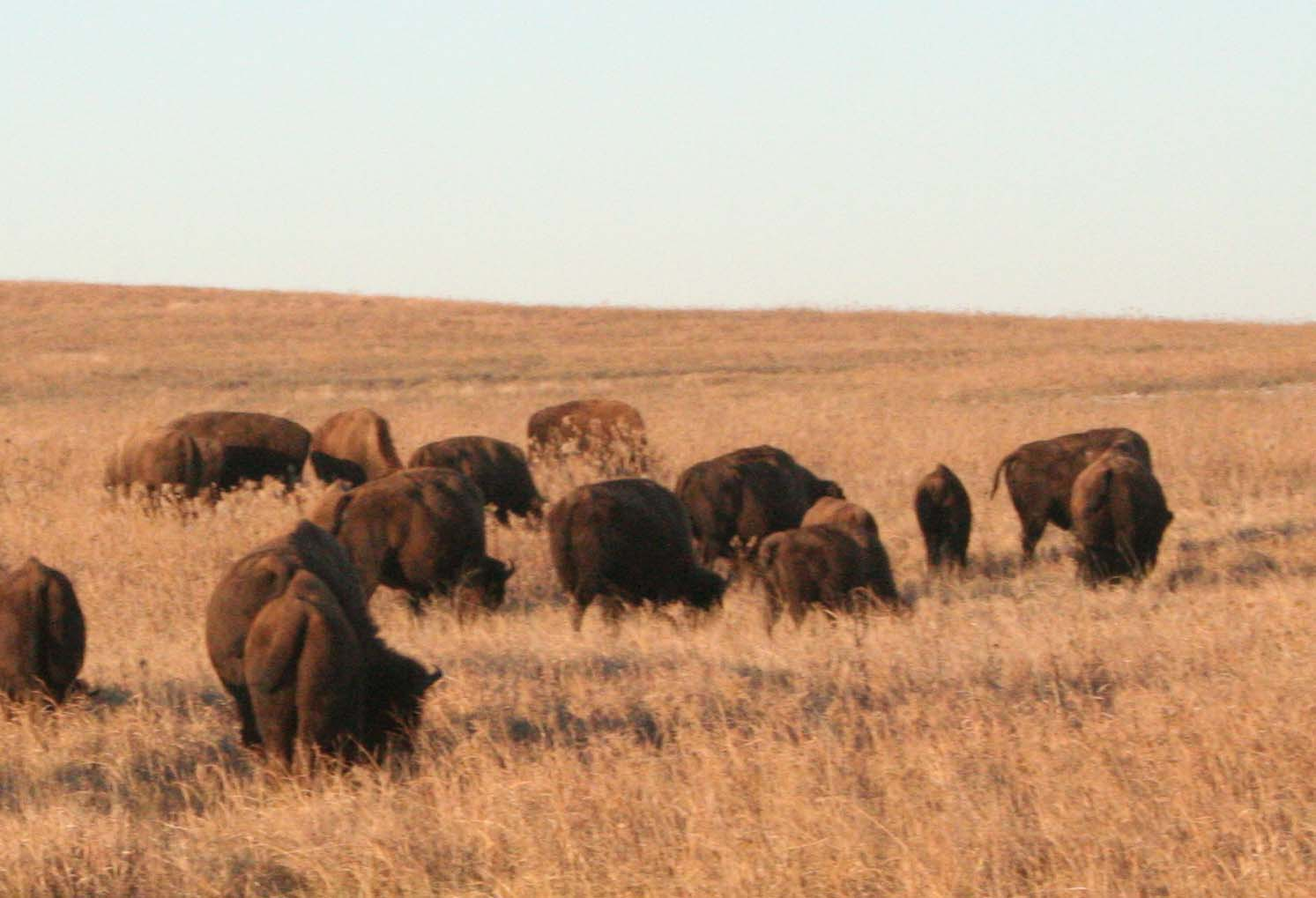
Des troupeaux de bisons vivent dans les prairies de l'Oklahoma. La Tallgrass Prairie Preserve dans le comté d'Osage.

L'environnement de l'Oklahoma est l'un des plus divers des États-Unis : les spécialistes distinguent onze régions écologiques : huit sont dans la moitié orientale de l'État, trois dans la moitié occidentale. Les symboles de l'État reflètent la richesse de la flore (Gaillardia pulchella, Cercis canadensis, Sorghastrum nutans) et de la faune (tyran à longue queue, Crotaphytus collaris, bar blanc, dindon sauvage, raton laveur, bison, papillon du céleri, ouaouaron, molosse du Brésil).
Les forêts occupent 24 % de la superficie de l'Oklahoma et se concentrent à l'est ; la prairie reste le milieu naturel dominant au centre, même si elle s'est considérablement réduite avec la mise en valeur agricole des terres. Dans les régions semi-arides de l'Ouest, la couverture végétale devient moins haute et s'adapte à la sécheresse : c'est le domaine de la prairie basse, des buissons et des arbrisseaux qui forment la steppe. Les rives des cours d'eau sont propices à la croissance du pin parasol, du genévrier et du pin ponderosa. Le Sud-Est (Kiamichi Country) plus chaud et plus humide en été, est le domaine des marais et des forêts de cyprès, de pins et de feuillus ; au nord-est, on trouve des forêts de feuillus (chêne étoilé, orme, caryer) et de conifères (cèdre, pin),,. Le centre est constitué d'une flore particulière de forêts de chênes et de hautes herbes appelées Cross Timbers. Le Sud-Est est dominé par les pinèdes.
L'Oklahoma abrite une importante diversité de mammifères (cerf hémione, cerf de Virginie, coyote, lynx, etc.) et d'oiseaux (caille, Columbidæ, pygargue à tête blanche, buse à queue rousse, Cardinalidæ, faisan, dindon sauvage) que l'on trouve ailleurs aux États-Unis.
Dans la prairie, le bison d'Amérique du Nord, le tétras des prairies, le blaireau et le tatou sont fréquents. Le Panhandle possède l'une des plus grandes concentrations de chiens de prairie du pays. Les Cross Timbers, une zone de transition entre les prairies de l'Est et les forêts de l'Est abrite 351 espèces de vertébrés. Les montagnes Ouachita servent d'habitat à l'ours noir, à la loutre de rivière, au renard roux et au renard gris. Le Sud-Est compte quelque 328 espèces de vertébrés, parmi lesquelles l'alligator d'Amérique.
Au temps de la Louisiane française et espagnole, le castor fut intensément chassé pour sa fourrure et sa viande. Des tentatives de réintroduction de cet animal ont été entreprises à partir des années 1950. L'ours noir avait complètement disparu en 1915 ; il est aujourd'hui réintroduit dans les monts Ozark et les montagnes Ouachitas.

### Aires protégées
Aujourd'hui, l'environnement de l'Oklahoma est fragilisé par les activités humaines : l'agriculture et l'élevage ont réduit les milieux naturels. Les industries et les grandes agglomérations polluent l'air et les cours d'eau. Les régions minières longtemps exploitées, doivent aujourd'hui être dépolluées.
Oklahoma possède 50 parcs d'État, six parcs nationaux ou aires protégées, deux forêts nationales et un important réseau de réserves naturelles. Six pour cent des 40 000 km2 de forêts sont des terres publiques comme la forêt nationale d'Ouachita, la plus grande et la plus ancienne forêt du Sud des États-Unis. Avec une superficie de 158 km2, la Tallgrass Prairie Preserve au centre-nord de l'Oklahoma est la plus grande prairie naturelle préservée du monde où vivent 2 500 bisons en liberté. La Black Kettle National Grassland s'étend sur 127 km2 de prairie au sud-ouest de l'Oklahoma. Le refuge faunique Wichita Mountains est la plus ancienne (1901) et la plus vaste (238,8 km2) aire sauvage protégée de l'État,. La Chickasaw National Recreation Area (18 km2) est la plus grande zone récréative de l'État. Parmi les sites historiques protégés par l'État fédéral, on peut citer le piste de Santa Fe, la piste des Larmes, le fort Smith, le Washita Battlefield National Historic Site et le mémorial national d'Oklahoma City.

### Régions

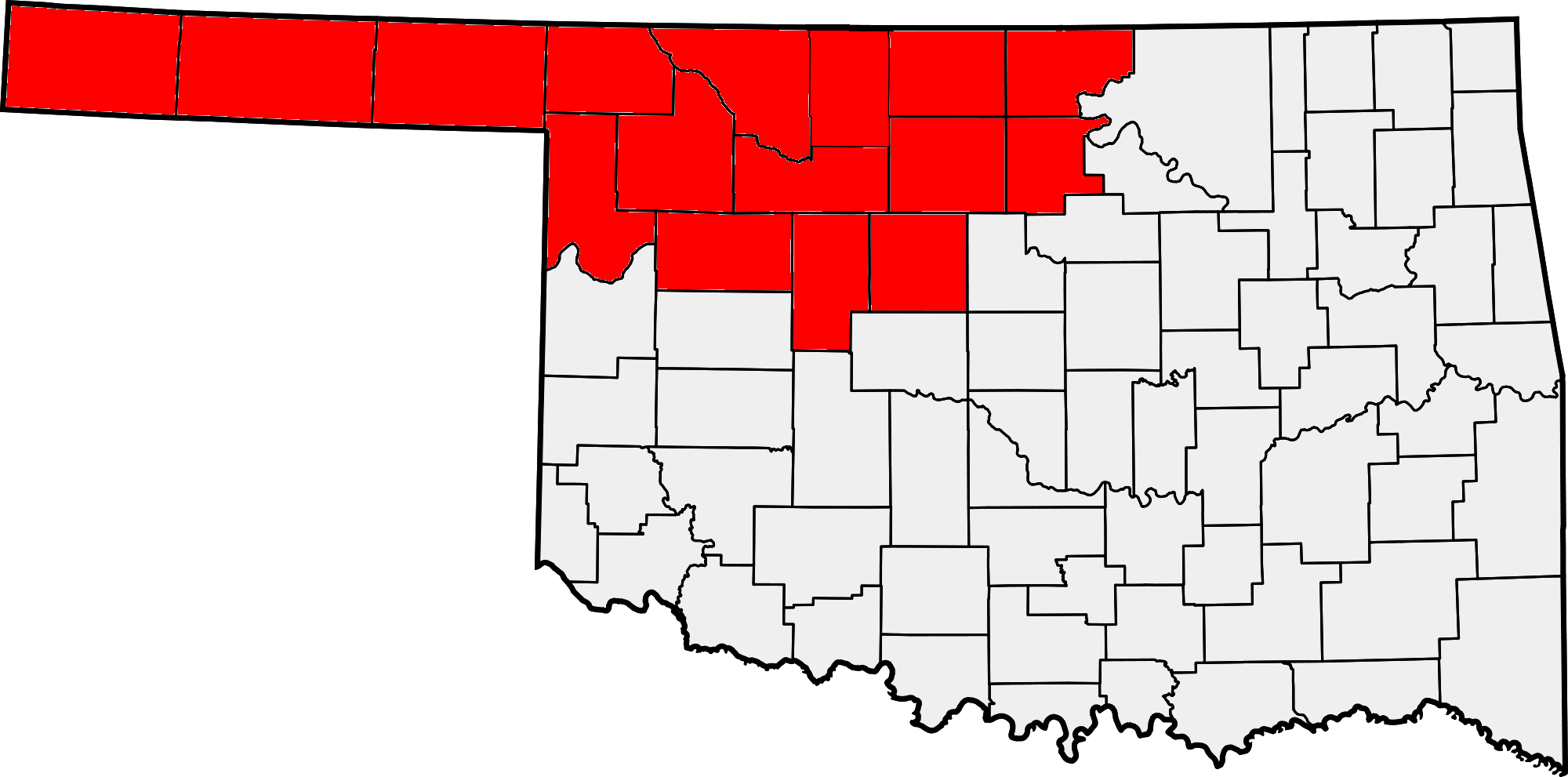
La région de red carpet country (Northwest) est une région officielle de l'État selon l'Oklahoma Tourism and Recreation Department.

Le département du tourisme de l'Oklahoma (Oklahoma Tourism and Recreation Department) établit officiellement 6 régions dans l'Oklahoma, :
- Northwest : red carpet country dont le Panhandle de l'Oklahoma ;
- Northeast : green country ;
- Central : frontier country ;
- Southeast : choctaw country ;
- South Central : chickasaw country ;
- Southwest : great plains country.

## Subdivisions administratives

### Comtés
L'État de l'Oklahoma est divisé en 77 comtés.

### Agglomérations

#### Aires métropolitaines et micropolitaines
Le Bureau de la gestion et du budget a défini quatre aires métropolitaines et dix-huit aires micropolitaines dans ou en partie dans l'État de l'Oklahoma.
| Zone urbaine      | Population (2010) | Population (2013) | Variation (2010-2013) | Rang national (2013) |
| ----------------- | ----------------- | ----------------- | --------------------- | -------------------- |
| Oklahoma City, OK | 1 252 987         | 1 319 677         | 5,3 %                 | 42                   |
| Tulsa, OK         | 937 478           | 961 561           | 2,6 %                 | 55                   |
| Lawton, OK        | 130 291           | 131 089           | 0,6 %                 | 300                  |
| Fort Smith, AR-OK | 92 775 (280 467)  | 90 992 (279 974)  | -1,9 % (-0,2 %)       | (165)                |

| Zone urbaine     | Population (2010) | Population (2013) | Variation (2010-2013) | Rang national (2013) |
| ---------------- | ----------------- | ----------------- | --------------------- | -------------------- |
| Stillwater, OK   | 77 350            | 79 066            | 2,2 %                 | 68                   |
| Shawnee, OK      | 69 442            | 71 158            | 2,5 %                 | 96                   |
| Muskogee, OK     | 70 990            | 70 303            | -1,0 %                | 100                  |
| Enid, OK         | 60 580            | 62 267            | 2,8 %                 | 134                  |
| Bartlesville, OK | 50 976            | 51 577            | 1,2 %                 | 200                  |
| Ardmore, OK      | 47 557            | 48 491            | 2,0 %                 | 222                  |
| Tahlequah, OK    | 46 987            | 48 017            | 2,2 %                 | 226                  |
| Ponca City, OK   | 46 562            | 45 633            | -2,0 %                | 253                  |
| Duncan, OK       | 45 048            | 44 919            | -0,3 %                | 260                  |
| McAlester, OK    | 45 837            | 44 703            | -2,5 %                | 266                  |
| Durant, OK       | 42 416            | 44 244            | 4,3 %                 | 268                  |
| Ada, OK          | 37 492            | 37 992            | 1,3 %                 | 338                  |
| Miami, OK        | 31 848            | 32 245            | 1,3 %                 | 414                  |
| Weatherford, OK  | 27 469            | 29 377            | 7,0 %                 | 430                  |
| Altus, OK        | 26 446            | 26 088            | -1,4 %                | 463                  |
| Elk City, OK     | 22 119            | 23 637            | 6,9 %                 | 481                  |
| Guymon, OK       | 20 640            | 22 081            | 7,0 %                 | 498                  |
| Woodward, OK     | 20 081            | 21 221            | 5,7 %                 | 506                  |

En 2010, 85,4 % des Oklahomains résidaient dans une zone à caractère urbain, dont 64,3 % dans une aire métropolitaine et 21,1 % dans une aire micropolitaine. Les aires métropolitaines d'Oklahoma City et de Tulsa regroupaient respectivement 33,4 % et 25,0 % de la population de l'État.

#### Aires métropolitaines combinées
Le Bureau de la gestion et du budget a également défini quatre aires métropolitaines combinées dans ou en partie dans l'État de l'Oklahoma.
| Zone urbaine                    | Population (2010)  | Population (2013)  | Variation (2010-2013) | Rang national (2013) |
| ------------------------------- | ------------------ | ------------------ | --------------------- | -------------------- |
| Oklahoma City-Shawnee, OK       | 1 322 429          | 1 390 835          | 5,2 %                 | 40                   |
| Tulsa-Muskogee-Bartlesville, OK | 1 106 431          | 1 131 458          | 2,3 %                 | 48                   |
| Dallas-Fort Worth, TX-OK        | 42 416 (6 817 483) | 44 244 (7 206 144) | 4,3 % (5,7 %)         | (7)                  |
| Joplin-Miami, MO-OK             | 31 848 (207 366)   | 32 245 (207 488)   | 1,2 % (0,1 %)         | (136)                |

En 2010, les aires métropolitaines combinées d'Oklahoma City-Shawnee et de Tulsa-Muskogee-Bartlesville regroupaient respectivement 35,3 % et 29,5 % de la population de l'État.

### Municipalités

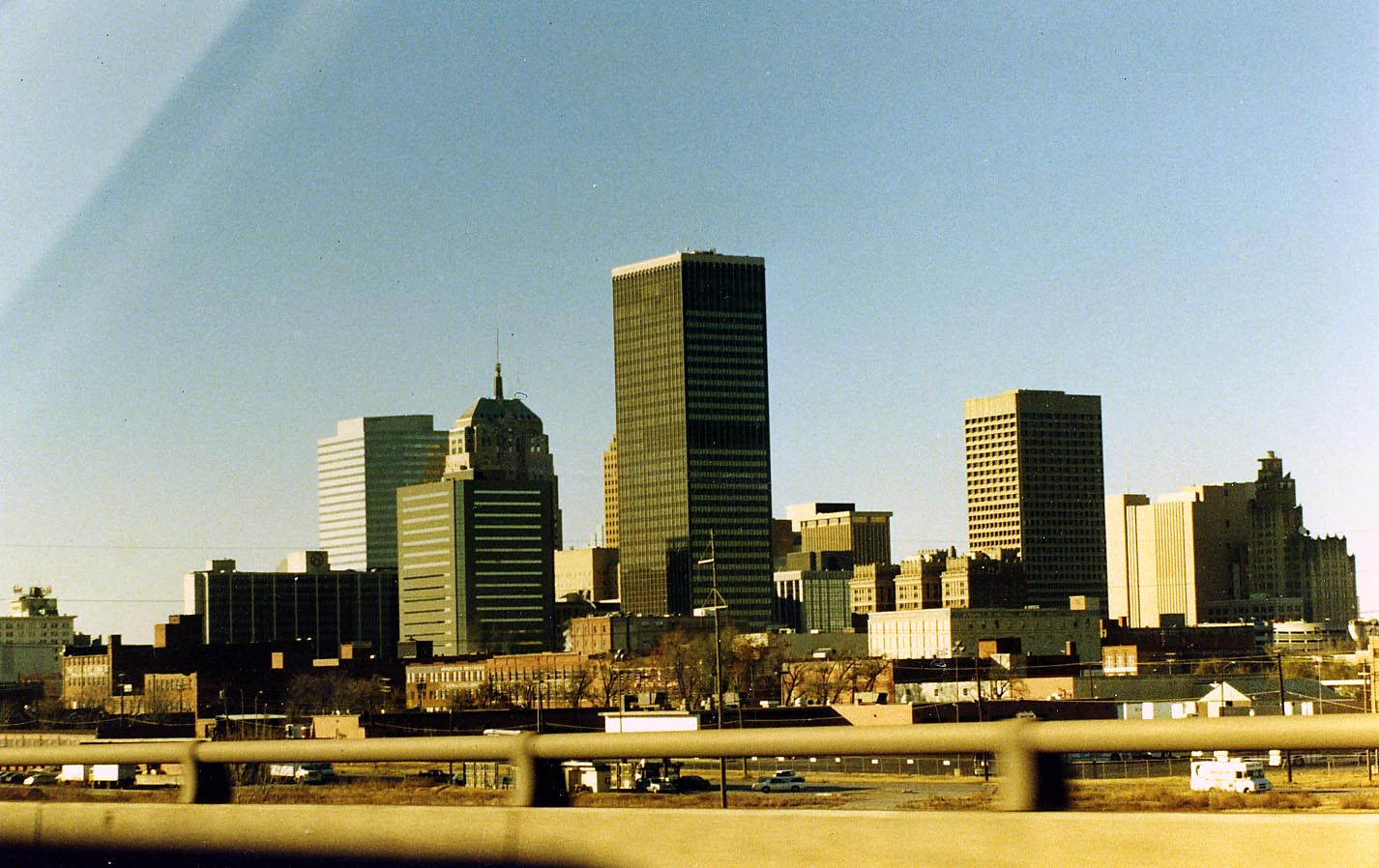
La capitale de l'Oklahoma, Oklahoma City.

L'État de l'Oklahoma compte 590 municipalités, dont 14 de plus de 30 000 habitants.
| Rang | Municipalité  | Comté                         | Population (2010) | Population (2013) | Variation (2010-2013) |
| ---- | ------------- | ----------------------------- | ----------------- | ----------------- | --------------------- |
| 1    | Oklahoma City | Oklahoma, Cleveland, Canadian | 579 999           | 610 613           | 5,3 %                 |
| 2    | Tulsa         | Tulsa, Osage, Wagoner, Rogers | 391 906           | 398 121           | 1,6 %                 |
| 3    | Norman        | Cleveland                     | 110 925           | 118 197           | 6,6 %                 |
| 4    | Broken Arrow  | Tulsa, Wagoner                | 98 850            | 103 500           | 4,7 %                 |
| 5    | Lawton        | Comanche                      | 96 867            | 97 151            | 0,3 %                 |
| 6    | Edmond        | Oklahoma                      | 81 405            | 87 004            | 6,9 %                 |
| 7    | Moore         | Cleveland                     | 55 081            | 58 414            | 6,1 %                 |
| 8    | Midwest City  | Oklahoma                      | 54 371            | 56 756            | 4,4 %                 |
| 9    | Enid          | Garfield                      | 49 379            | 50 725            | 2,7 %                 |
| 10   | Stillwater    | Payne                         | 45 688            | 47 186            | 3,3 %                 |
| 11   | Muskogee      | Muskogee                      | 39 223            | 38 863            | -0,9 %                |
| 12   | Bartlesville  | Washington, Osage             | 35 750            | 36 258            | 1,4 %                 |
| 13   | Owasso        | Tulsa, Rogers                 | 28 915            | 32 472            | 12,3 %                |
| 14   | Shawnee       | Pottawatomie                  | 29 857            | 30 975            | 3,7 %                 |

Les municipalités d'Oklahoma City et de Tulsa étaient respectivement les 27e et 47e municipalités les plus peuplées des États-Unis en 2013.

## Démographie

### Population

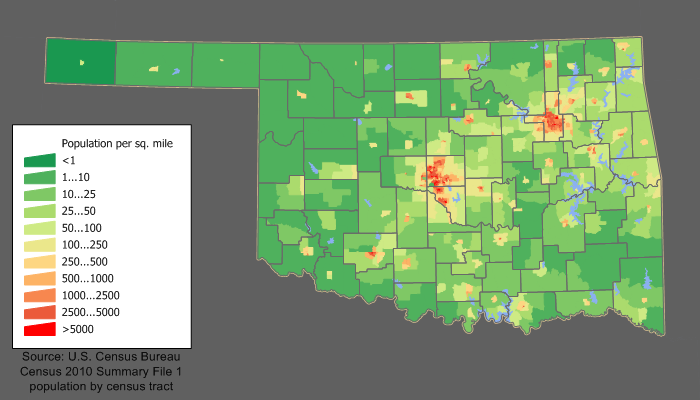
Densités de population en 2010 (en mille carré).

Le Bureau du recensement des États-Unis estime la population de l'État de l'Oklahoma à 3 959 353 habitants au 1er avril 2020, soit une hausse de 5,54 % depuis le recensement des États-Unis de 2010 qui tablait la population à 3 751 351 habitants. Depuis 2010, l'État connaît la 21e croissance démographique la plus soutenue des États-Unis.
Avec 3 959 353 habitants en 2020, l'Oklahoma était le 28e État le plus peuplé des États-Unis. Sa population comptait pour 1,22 % de la population du pays. Le centre démographique de l'État était localisé dans le comté de Lincoln.
Avec 22 hab./km2 en 2010, l'Oklahoma était le 35e État le plus dense des États-Unis.
Le taux d'urbains était de 66,2 % et celui de ruraux de 33,8 %.
En 2010, le taux de natalité s'élevait à 14,2 ‰ (13,8 ‰ en 2012) et le taux de mortalité à 9,7 ‰ (9,7 ‰ en 2012). L'indice de fécondité était de 2,11 enfants par femme (2,04 en 2012). Le taux de mortalité infantile s'élevait à 7,6 ‰ (7,5 ‰ en 2012). La population était composée de 24,78 % de personnes de moins de 18 ans, 10,16 % de personnes entre 18 et 24 ans, 25,80 % de personnes entre 25 et 44 ans, 25,75 % de personnes entre 45 et 64 ans et 13,51 % de personnes de 65 ans et plus. L'âge médian était de 36,2 ans.
Entre 2010 et 2013, l'accroissement de la population (+ 99 211) était le résultat d'une part d'un solde naturel positif (+ 50 556) avec un excédent des naissances (170 749) sur les décès (120 193), et d'autre part d'un solde migratoire positif (+ 47 198) avec un excédent des flux migratoires internationaux (+ 15 866) et un excédent des flux migratoires intérieurs (+ 31 332).
Selon des estimations de 2013, 93,4 % des Oklahomains étaient nés dans un État fédéré, dont 61,1 % dans l'État de l'Oklahoma et 32,3 % dans un autre État (13,4 % dans le Sud, 9,3 % dans le Midwest, 7,7 % dans l'Ouest, 2,0 % dans le Nord-Est), 0,9 % étaient nés dans un territoire non incorporé ou à l'étranger avec au moins un parent américain et 5,7 % étaient nés à l'étranger de parents étrangers (61,0 % en Amérique latine, 25,3 % en Asie, 6,4 % en Europe, 4,6 % en Afrique, 1,5 % en Amérique du Nord, 1,3 % en Océanie). Parmi ces derniers, 35,0 % étaient naturalisés américain et 65,0 % étaient étrangers,.
Selon des estimations de 2012 effectuées par le Pew Hispanic Center, l'État comptait 100 000 immigrés illégaux, soit 2,6 % de la population.

### Composition ethno-raciale et origines ancestrales
Selon le recensement des États-Unis de 2010, la population était composée de 72,16 % de Blancs, 8,58 % d'Amérindiens (3,05 % de Cherokees, 1,37 % de Chactas, 0,76 % de Creeks, 0,45 % de Chicachas), 7,40 % de Noirs, 5,90 % de Métis, 1,73 % d'Asiatiques, 0,12 % d'Océaniens et 4,12 % de personnes n'entrant dans aucune de ces catégories.
Les Métis se décomposaient entre ceux revendiquant deux races (5,58 %), principalement blanche et amérindienne (3,60 %) et blanche et noire (0,67 %), et ceux revendiquant trois races ou plus (0,32 %).
Les non hispaniques représentaient 91,15 % de la population avec 68,65 % de Blancs, 8,23 % d'Amérindiens, 7,25 % de Noirs, 5,12 % de Métis, 1,71 % d'Asiatiques, 0,11 % d'Océaniens et 0,08 % de personnes n'entrant dans aucune de ces catégories, tandis que les Hispaniques comptaient pour 8,85 % de la population, principalement des personnes originaires du Mexique (7,12 %).
En 2010, l'État de l'Oklahoma avait la 4e plus forte proportion d'Amérindiens après l'Alaska (14,77 %), le Nouveau-Mexique (9,38 %) et le Dakota du Sud (8,82 %).
L'État avait également le 2e plus grand nombre d'Amérindiens (321 687) après la Californie (362 801).
|                                         | 1940  | 1950  | 1960  | 1970  | 1980  | 1990  | 2000  | 2010  |
| --------------------------------------- | ----- | ----- | ----- | ----- | ----- | ----- | ----- | ----- |
| Blancs                                  | 90,06 | 91,01 | 90,53 | 89,10 | 85,87 | 82,13 | 76,17 | 72,16 |
| ———Non hispaniques                      |       |       |       |       | 84,98 | 80,99 | 74,08 | 68,65 |
| Amérindiens                             | 2,70  | 2,41  | 2,78  | 3,85  | 5,60  | 8,02  | 7,92  | 8,58  |
| ———Non hispaniques                      |       |       |       |       |       |       | 7,71  | 8,23  |
| Noirs                                   | 7,23  | 6,52  | 6,57  | 6,72  | 6,77  | 7,43  | 7,56  | 7,40  |
| ———Non hispaniques                      |       |       |       |       |       |       | 7,48  | 7,25  |
| Asiatiques (et Océaniens jusqu'en 1990) | 0,01  | 0,03  | 0,06  | 0,15  | 0,57  | 1,07  | 1,36  | 1,73  |
| ———Non hispaniques                      |       |       |       |       |       |       | 1,34  | 1,71  |
| Autres                                  |       | 0,04  | 0,05  | 0,19  | 1,19  | 1,34  | 6,99  | 10,13 |
| ———Non hispaniques                      |       |       |       |       |       |       | 4,19  | 5,31  |
| Hispaniques (toutes races confondues)   |       |       |       |       | 1,90  | 2,74  | 5,20  | 8,85  |

En 2013, le Bureau du recensement des États-Unis estime la part des non hispaniques à 90,4 %, dont 67,4 % de Blancs, 7,2 % d'Amérindiens, 7,1 % de Noirs, 6,6 % de Métis et 1,8 % d'Asiatiques, et celle des Hispaniques à 9,6 %.
En 2018, les Oklahomains s'identifiaient principalement comme étant d'origine allemande (13,7 %), irlandaise (11,2 %), américaine (9,2 %), anglaise (7,7 %) , mexicaine (4,2 %) et néerlandaise (2%) .
L'État abrite la 42e communauté juive des États-Unis. Selon le North American Jewish Data Bank, l'État comptait 4 625 Juifs en 2013 (5 940 en 1971), soit 0,1 % de la population. Ils se concentraient principalement dans les agglomérations d'Oklahoma City (2 500) et de Tulsa (2 000).
Les Amérindiens s'identifiaient principalement comme étant Cherokees (35,6 %), Chactas (16,0 %), Creeks (8,8 %) et Chicachas (5,2 %).
Les Hispaniques étaient principalement originaires du Mexique (80,4 %) et de Porto Rico (3,7 %). Composée à 39,6 % de Blancs, 8,8 % de Métis, 3,9 % d'Amérindiens, 1,7 % de Noirs, 0,3 % d'Asiatiques, 0,1 % d'Océaniens et 45,6 % de personnes n'entrant dans aucune de ces catégories, la population hispanique représentait 13,2 % des Métis, 9,0 % des Océaniens, 4,9 % des Blancs, 4,0 % des Amérindiens, 2,0 % des Noirs, 1,4 % des Asiatiques et 98,1 % des personnes n'entrant dans aucune de ces catégories.
Les Asiatiques s'identifiaient principalement comme étant Viêts (25,0 %), Indiens (18,3 %), Chinois (14,0 %), Coréens (9,1 %), Philippins (9,1 %), Hmongs (4,9 %), Japonais (3,2 %) et Pakistanais (3,0 %).
L'État comptait le 9e plus grand nombre de Hmongs (3 180).
Les Métis se décomposaient entre ceux revendiquant deux races (94,6 %), principalement blanche et amérindienne (61,0 %), blanche et noire (11,3 %), blanche et autre (6,5 %), noire et amérindienne (5,8 %) et blanche et asiatique (5,6 %), et ceux revendiquant trois races ou plus (5,4 %).

### Langues
| Langue              | 1980    | 1990    | 2000    | 2010    | 2018    |
| ------------------- | ------- | ------- | ------- | ------- | ------- |
| Anglais             | 95,96 % | 95,01 % | 92,62 % | 91,15 % | 89,33 % |
| Espagnol            | 1,46 %  | 2,21 %  | 4,39 %  | 5,89 %  | 7,37 %  |
| Langue amérindienne | 0,74 %  | 0,64 %  | 0,49 %  | 0,44 %  | 0,37 %  |
| Allemand            | 0,44 %  | 0,52 %  | 0,42 %  | 0,31 %  | 0,22 %  |
| Vietnamien          | 0,12 %  | 0,21 %  | 0,35 %  | 0,41 %  | 0,45 %  |
| Autres              | 1,28 %  | 1,42 %  | 1,73 %  | 1,80 %  | 2,26 %  |

### Religion
| Religion                    | Oklahoma | États-Unis |
| --------------------------- | -------- | ---------- |
| Protestantisme évangélique  | 47       | 25,4       |
| Protestantisme traditionnel | 18       | 14,7       |
| Non affiliés                | 12       | 15,8       |
| Catholicisme                | 8        | 20,8       |
| Athéisme                    | 4        | 3,1        |
| Église noire                | 4        | 6,5        |
| Agnosticisme                | 3        | 4,0        |
| Mormons                     | 1        | 1,6        |
| Autres                      | 3        | 8,1        |

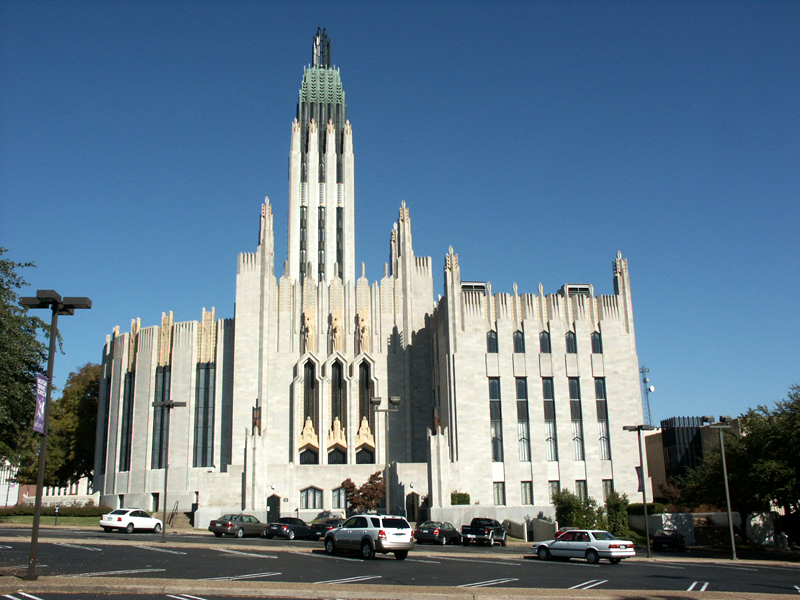
La Boston Avenue Methodist Church à Tulsa est classée National Historic Landmark.

Oklahoma fait partie de la Bible Belt, littéralement la « ceinture de la Bible », une région du Sud des États-Unis dans laquelle vivent un pourcentage élevé de personnes se réclamant d'un protestantisme rigoriste. L'université Oral Roberts de Tulsa est considérée comme l'épicentre du renouveau charismatique et du fondamentalisme protestant dans l'État. La population de Bible Belt se caractérise par son conservatisme sur les questions de société et de politique : condamnation de l'homosexualité, de l'avortement, de la théorie de l'évolution, etc.
D'après le Pew Research Center, plus de 80 % des habitants de l'Oklahoma sont chrétiens. La proportion de catholiques est moitié moins élevée que la moyenne nationale, alors que le pourcentage de personnes pratiquant l'évangélisme est deux fois plus élevée que dans le pays. Les croyants se répartissent dans 73 affiliations religieuses principales et quelque 5 854 congrégations. La Convention baptiste du Sud domine avec 1 578 églises et 967 223 membres ; la Holy Orthodox Church in North America ne compte qu'une église et six membres. L'Église méthodiste unie revendique 322 794 fidèles, l'Église catholique 168 625, les Assemblées de Dieu 88 301 et les Églises du Christ 83 047. En 2000, il y avait environ 5 000 Juifs et 6 000 musulmans, avec dix congrégations pour chaque groupe.

## Économie

### Généralités

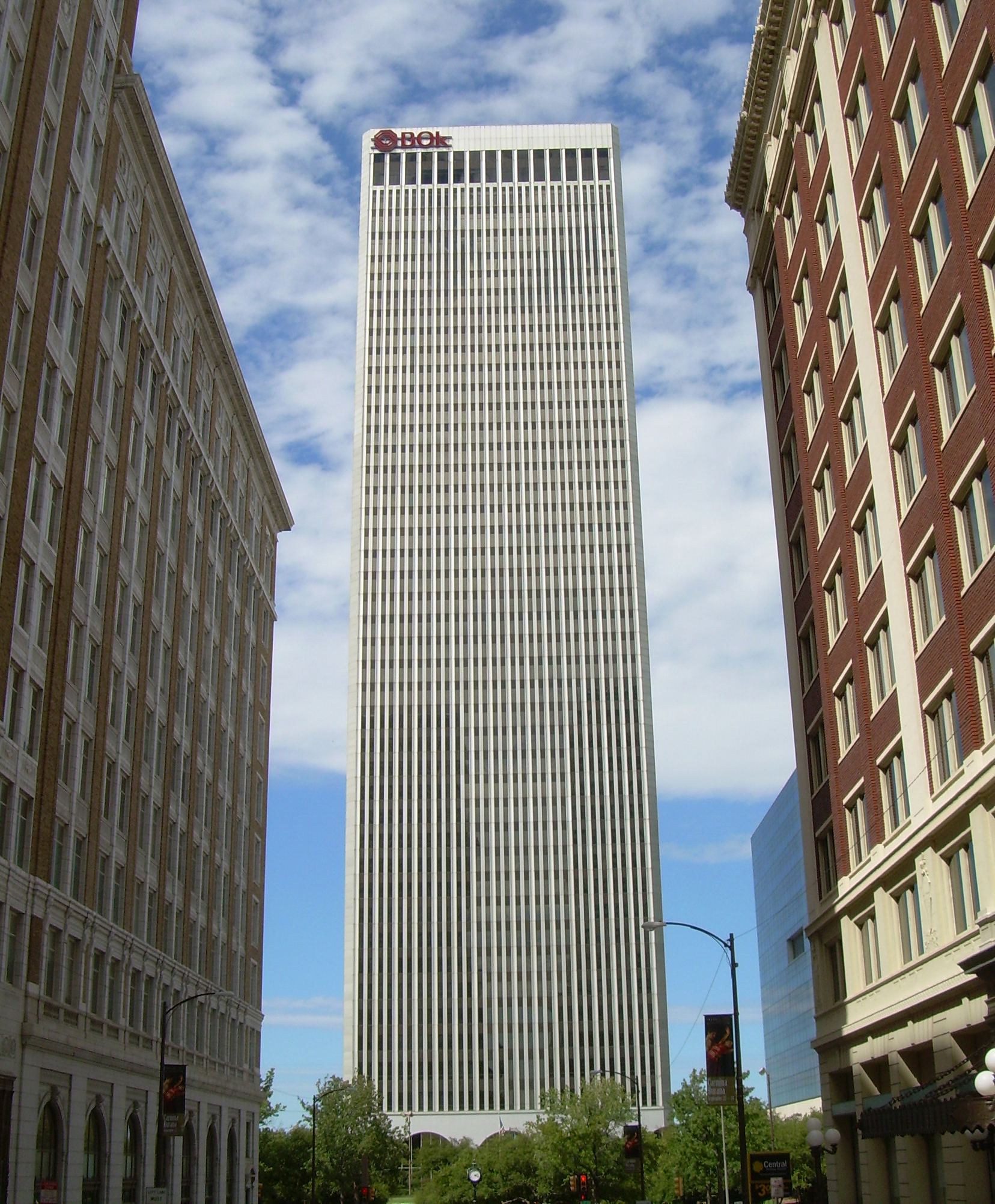
La BOK Tower à Tulsa, est l'un des plus hauts gratte-ciel de l'Oklahoma. Elle abrite le siège social de Williams Companies.

L'économie de l'Oklahoma repose sur les secteurs de l'aérospatiale, de l'énergie, du matériel de transport, de l'agroalimentaire, de l'électronique et des télécommunications. Au début de l'année 2007, l'Oklahoma comptait 1,7 million d'emplois civils. Le gouvernement est le premier employeur avec 326 000 postes, suivi par le transport (285 000), l'éducation (191 000), les affaires (178 000) et l'industrie (151 000).
L'État se classe au deuxième rang national pour la production de gaz naturel et au cinquième pour le blé. En 2007, quatre entreprises du classement Fortune 500 et trois du Fortune 1000 ont leur siège en Oklahoma. L'Oklahoma est attractif pour les entreprises car il se classe au 7e rang pour le faible degré d'imposition.
Entre 2000 et 2006, le PIB augmente de 50 %, ce qui représente la 5e croissance économique du pays. Entre 2005 et 2006, le PIB passe de 122,5 milliards de dollars à 134,6 milliards de dollars, soit une croissance de 10,8 % ; le PIB/hab. progresse de 5,9 % (36 364 dollars/hab. en 2006 ; 38 516 $/hab. en 2007), c'est-à-dire la troisième meilleure performance aux États-Unis. En 2007, l'Oklahoma se classe 41e sur 50 États américains pour le PIB/hab. Bien que le pétrole domine l'économie pendant la majeure partie du XXe siècle, près de 90 000 emplois liés au secteur énergétique disparaissent entre 1980 et 2000. En décembre 2009, le taux de chômage est de 6,6 %, un taux très inférieur à la moyenne nationale.
En 2008, les exportations de l'Oklahoma dépassent les 5 milliards de dollars. Les principaux pays importateurs sont le Canada, le Mexique, le Japon, la Chine et Singapour. Les machines, les composants d'avion, les instruments optiques et médicaux représentent la moitié des exportations.

### Agriculture
L'Oklahoma est le 27e État américain pour la production agricole, le cinquième pour le bétail et pour la production de blé,,. Environ 5,5 % du bœuf américain provient de l'Oklahoma, 6,1 % du blé, 4,2 % de la viande de porc et 2,2 % des produits laitiers. Les autres productions sont le fourrage, le maïs, le soja, le coton, les poulets d'élevage (44,3 millions), les poules pondeuses (3,3 millions).
Les rives de la Red River constitue une importante région céréalière alors que la région de la rivière Arkansas est vouée à l'élevage. L'État compte 86 600 exploitations (2008) sur 14 millions d'hectares et qui génèrent 5,8 milliards de dollars de recettes. La taille moyenne des exploitations est de 163,9 hectares, mais les plus grandes se trouvent à l'ouest.

### Énergie et minerais

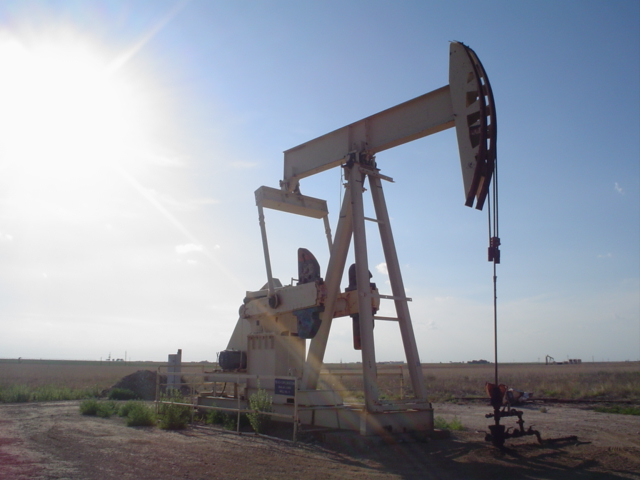
L'Oklahoma est le cinquième État producteur de pétrole brut du pays.

Comme pour le Texas voisin, le secteur pétrolier représente une part importante de l'économie de l'Oklahoma, soit 20 % des emplois en 2015, dont une large partie attribuable à l'exploitation récente du gaz de schiste. L'industrie pétrolière représente 23 milliards de dollars du PIB de l'État et les salariés de ce secteur ont un revenu deux fois supérieur aux autres employés. En 2004, 83 750 puits de pétrole à usage commercial étaient recensés sur un total de 750 000, pour une production de 178 000 barils de brut par jour,. L'Oklahoma se classe au cinquième rang de la production américaine de pétrole. Il existe cinq raffineries, dont deux se trouvent dans l'aire métropolitaine de Tulsa. Enfin, l'État possède la deuxième concentration de foreuses actives du pays et la cinquième réserve de pétrole brut.
En 2004, la production de gaz représentait 8 % de la production nationale, faisant de l'Oklahoma le troisième producteur des États-Unis. 10 % des besoins américains en gaz naturel sont assurés par l'Oklahoma avec une production de 47,1 km3.

#### Gaz de schiste et séismes

Une augmentation rapide du nombre de séismes (ici : de magnitude supérieure ou égale à 3) accompagne le développement de l'exploitation du gaz de schiste et la généralisation de la fracturation hydraulique.

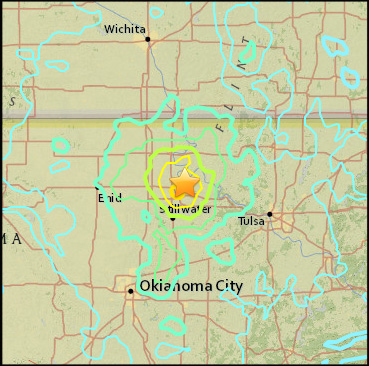
Exemple : positionnement de l'épicentre (profondeur : 5.4 km) du tremblement de terre du 3 septembre 2016, Magnitude 5.8 – situé à près de 15 km au NW de la petite ville de Pawnee (2000 habitants environ) en Oklahoma. Selon l'USGS ce tremblement de terre est probablement un séisme induit par l'exploitation du gaz de schiste (fracturation hydraulique et réinjection d'eau).

La multiplication des sites de forage de gaz de schiste et la réinjection dans les formations de schiste des eaux usagées et des produits chimiques utilisés a provoqué une hausse exponentielle des tremblements de terre depuis 2008.
Ainsi, alors que l'Oklahoma n'avait connu que 21 séismes de magnitude 3 et plus de 1973 à 2008, ce chiffre est monté à plus de 900 en 2015 (soit une moyenne deux séismes et demi par jour).
L'attribution à ce phénomène du tremblement de terre de 2011 en Oklahoma (en), de magnitude 5,7, et ressenti dans 17 États a d'abord été très discutée,, mais après plusieurs années de déni du rapport entre le fracking (l'exploitation du gaz de schiste) et les séismes, la gouverneure de l'État, Mary Fallin, l'Oklahoma Geological Survey et l'Oklahoma Corporation Commission reconnaissent depuis 2015 le lien intrinsèque entre ces deux phénomènes,. En 2012, l'Institut d'études géologiques des États-Unis avait déjà annoncé qu'en Oklahoma le nombre annuel de séismes de magnitude supérieure à 3 a été multiplié par 20 entre 2009 et 2011, par rapport au demi-siècle précédent. En 2014, l'Oklahoma a connu 585 séismes équivalent ou supérieurs à une magnitude 3 d'après l'USGS. Et le 3 septembre 2016, un séisme de magnitude 5,6 est survenu à 14 kilomètres au nord-ouest de Pawnee (épicentre : 36.430°N 96.932°W), durant près d'une minute, « a été ressenti dans sept États voisins, depuis le Texas au sud jusqu'à l'Iowa dans le centre, selon les géologues » ; la Gouverneure M. Fallin a déclaré l'état d'urgence pour le Comté de Pawnee. L'Oklahoma Corporation Commission (Agence d'État chargée de réglementer l'industrie du pétrole et du gaz) a ordonné la fermeture immédiate des 37 puits en activité sur une zone de 725 miles2 (1 878 km2), en demandant à l'industrie du gaz de schiste de travailler avec l'Environmental Protection Agency (EPA) qui a la compétence exclusive sur le contrôle de la sécurité des puits dans cette région.

#### Autres
Selon Forbes, Devon Energy Corporation, Chesapeake Energy Corporation et SandRidge Energy Corporation, dont les sièges sociaux sont à Oklahoma city, sont les plus grands groupes pétroliers privés du pays. Toutes les compagnies classées dans le Fortune 500 appartiennent au secteur de l'énergie. En 2006, Semgroup, une entreprise de transport des hydrocarbures basées à Tulsa, se classait cinquième dans le classement des plus grandes compagnies privées de Forbe de 2008, QuikTrip 46e et Love's Travel Stops & Country Stores 25e.
L'Oklahoma se classe 11e pour la consommation d'énergie par habitant en 2006.
L'Oklahoma produit également des pierres, du ciment Portland, du sable, des graviers, du charbon (dans l'Est) et du gypse. Il est le premier producteur américain d'iode, le troisième d'hélium, le cinquième de feldspath. Le gypse et le sel (dans l'Ouest) alimentent l'industrie chimique.
L'Oklahoma est le cinquième État américain pour la capacité de production d'énergie éolienne, qui se concentre à l'ouest avec par exemple le parc éolien de Rock Falls géré par le français EDF Renouvelables. Cependant, 96 % de l'énergie est produite par des sources non renouvelables : 64 % par le charbon et 32 % par des centrales à gaz. Il existe actuellement neuf grands barrages hydroélectriques, essentiellement situés à l'est, dont le plus grand est celui de Pensacola construit pendant la Grande Dépression. Enfin, l'Oklahoma ne possède aucune centrale nucléaire.

### Industrie
Le secteur de l'aérospatiale emploie 7,6 % de la population active et 10 % de la production industrielle de l'Oklahoma qui figure parmi les dix premiers États pour ce secteur,. Il génère quelque 11 milliards de dollars par an. Tulsa abrite la plus grande base aérienne de maintenance du monde ainsi que le siège social de la compagnie American Airlines.
Bénéficiant d'une situation géographique centrale aux États-Unis, l'Oklahoma abrite de très nombreux centres de logistique. Il est le premier producteur de pneus d'Amérique du Nord et connaît une rapide croissance des activités de biotechnologies. Les exportations de produits manufacturés représentaient 4,3 milliards de dollars en 2005. L'agroalimentaire, notamment le conditionnement de la viande, et la production d'après-shampooing sont d'autres productions industrielles majeures.

## Santé
En 2005, l'Oklahoma est le 21e État américain pour les subventions fédérales en faveur de la santé pour une dépense totale de 7 580 364 dollars. Les principaux investissements concernent la vaccination, la prévention contre le bioterrorisme et l'éducation à la santé. L'Oklahoma se situe dans la moyenne nationale pour la proportion de personnes souffrant d'asthme, de diabète, du cancer et d'hypertension.
En 2000, l'Oklahoma se classe 45e pour le nombre de médecins par habitant ; en revanche, il se trouve au-dessus de la moyenne nationale pour le nombre moyen de places à l'hôpital. En 2005, un quart des habitants entre 18 et 64 ans n'ont pas d'assurance maladie, l'un des plus forts taux des États-Unis. 30,3 % des habitants sont obèses, soit le cinquième plus fort taux du pays.
Le principal centre hospitalier est l'Oklahoma Health Center à Oklahoma City, qui regroupe de nombreuses structures de recherche comme l'University of Oklahoma Health Sciences Center,.
Le centre médical régional pour le traitement du cancer à Tulsa est l'une des quatre institutions de ce genre aux États-Unis, et l'une des plus importantes du pays. Dans la même ville, l'Oklahoma State University Medical Center possède la plus grande école d'ostéopathie des États-Unis et l'un des meilleurs établissements spécialisés dans les neurosciences,.
À partir de novembre 2022, l'avortement est interdit dans l'Oklahoma quel que soit le stade de la grossesse.

## Politique
Le gouvernement de l'Oklahoma est une république constitutionnelle qui suit le modèle du Gouvernement fédéral des États-Unis et qui est séparé en trois branches (pouvoirs exécutif, législatif et judiciaire). L'État est divisé en 77 comtés et cinq districts congressionnels.

### Politique nationale

#### Élections présidentielles
| Année | Républicains | Républicains | Démocrates | Démocrates |
| Année | %            | Voix         | %          | Voix       |
| ----- | ------------ | ------------ | ---------- | ---------- |
| 1908  | 43,33        | 110 474      | 47,99      | 122 363    |
| 1912  | 35,77        | 90 786       | 46,95      | 119 156    |
| 1916  | 33,25        | 97 233       | 50,65      | 148 113    |
| 1920  | 50,11        | 243 831      | 44,61      | 217 053    |
| 1924  | 42,82        | 226 242      | 48,41      | 255 798    |
| 1928  | 63,72        | 394 046      | 35,44      | 219 174    |
| 1932  | 26,70        | 188 165      | 73,30      | 516 468    |
| 1936  | 32,69        | 245 122      | 66,83      | 501 069    |
| 1940  | 42,23        | 348 872      | 57,41      | 474 313    |
| 1944  | 44,20        | 319 424      | 55,57      | 401 549    |
| 1948  | 37,25        | 268 817      | 62,75      | 452 782    |
| 1952  | 54,59        | 518 045      | 45,41      | 430 939    |
| 1956  | 55,13        | 473 769      | 44,87      | 385 581    |
| 1960  | 59,02        | 533 039      | 40,98      | 370 111    |
| 1964  | 44,25        | 412 665      | 55,75      | 519 834    |
| 1968  | 47,68        | 449 697      | 31,99      | 301 658    |
| 1972  | 73,70        | 759 025      | 24,00      | 247 147    |
| 1976  | 49,96        | 545 708      | 48,75      | 532 442    |
| 1980  | 60,50        | 695 570      | 34,97      | 402 026    |
| 1984  | 68,61        | 861 530      | 30,67      | 385 080    |
| 1988  | 57,93        | 678 367      | 41,28      | 483 423    |
| 1992  | 42,65        | 592 929      | 34,02      | 473 066    |
| 1996  | 48,26        | 582 315      | 40,45      | 488 105    |
| 2000  | 60,31        | 744 337      | 38,43      | 474 276    |
| 2004  | 65,57        | 959 792      | 34,43      | 503 966    |
| 2008  | 65,65        | 960 165      | 34,35      | 502 496    |
| 2012  | 66,77        | 891 325      | 33,23      | 443 547    |
| 2016  | 65,32        | 949 136      | 28,93      | 420 375    |
| 2020  | 65,37        | 1 020 280    | 32,29      | 503 890    |

De 1908 (date des premières élections présidentielles dans l'Oklahoma) à 1916, les électeurs apportent leurs voix aux démocrates avant d'opter pour le républicain Warren G. Harding (50,11 %) en 1920 puis de nouveau pour le candidat démocrate John W. Davis (48,41 %) en 1924. Après avoir fortement soutenu le républicain Herbert Hoover (63,72 %) en 1928, l'État plébiscite le démocrate Franklin Delano Roosevelt dès 1932 (73,30 %) restant nettement fidèle aux démocrates jusqu'aux élections de 1948 (62,75 % pour Harry S. Truman).
Durant la première moitié du XXe siècle, l'Oklahoma est par ailleurs un bastion du Parti socialiste d'Amérique, dont les candidats réalisent de très bon scores lors des élections présidentielles de 1908 (8,52 %), 1912 (16,42 %), 1916 (15,45 %) et 1920 (5,29 %).
Depuis l'élection présidentielle de 1952 (54,59 % pour Dwight D. Eisenhower), et à l'exception d'une seule fois, les électeurs de l'Oklahoma ont eu tendance à plébisciter les candidats républicains aux élections présidentielles. De fait, les électeurs d'Oklahoma n'ont pas voté pour un candidat démocrate depuis Lyndon B. Johnson en 1964. Ainsi, lors de l'élection présidentielle de 2008, le candidat républicain John McCain remporte tous les comtés de l'Oklahoma et obtient son meilleur score national (66 %) alors qu'il est battu par le démocrate Barack Obama au niveau national,.Dans la même lancée, le républicain Donald Trump obtient en 2016 65,3 % des votes face à 28,9 % pour la démocrate Hillary Clinton.
Bien que l'Oklahoma soit considéré lors des élections présidentielles comme l'un des États les plus républicains du pays, une majorité des électeurs continuent d'être enregistrés sur les listes électorales du Parti démocrate. En 2015, les républicains deviennent pour la première fois plus nombreux que les démocrates.

#### Représentation fédérale
| - James Inhofe, sénateur depuis 1994. - James Lankford, sénateur depuis 2015. |

Au niveau fédéral, lors du 117e congrès (législature 2021-2023), la délégation de l'Oklahoma au Congrès des États-Unis comprend deux sénateurs républicain (James Inhofe et James Lankford), et cinq représentants républicains.

### Politique locale

#### Pouvoir exécutif
| - Le Capitole de l'État d'Oklahoma à Oklahoma City. |

| Poste                                   | Nom                       | Parti | Parti       |
| --------------------------------------- | ------------------------- | ----- | ----------- |
| Gouverneur                              | Kevin Stitt               |       | Républicain |
| Lieutenant-gouverneur                   | Matt Pinnell              |       | Républicain |
| Secrétaire d'État                       | Michael Rogers            |       | Républicain |
| Auditeur d'État et inspecteur           | Cindy Byrd                |       | Républicain |
| Procureur général                       | Mike Hunter               |       | Républicain |
| Trésorier                               | Randy McDaniel            |       | Républicain |
| Surintendante de l'Instruction publique | Joy Hofmeister            |       | Républicain |
| Commissaire au Travail                  | Melissa McLawhorn Houston |       | Républicain |
| Commissaire à l'Assurance               | John Doak                 |       | Républicain |
| Commissaire aux Sociétés                | Dana Murphy               |       | Républicain |
| Commissaire aux Sociétés                | Bob Anthony               |       | Républicain |
| Commissaire aux Sociétés                | Todd Hiett                |       | Républicain |

La branche exécutive se compose d'un gouverneur et de son équipe ainsi que d'autres personnes élues. Elle élabore le budget, applique les lois, assure la sécurité et l'ordre dans l'État. Le gouverneur, élu pour quatre ans, est le chef du gouvernement et le commandant en chef de la garde nationale de l'Oklahoma. Il possède un droit de veto sur les lois votées par la Législature.

#### Législature
La législature de l'Oklahoma est constituée d'un Sénat et d'une Chambre des représentants. Elle détient le pouvoir législatif et vote le budget de l'État. Les 48 sénateurs sont élus pour quatre ans ; la Chambre des représentants compte 101 membres avec un mandat de deux ans. Les élus de la législature ne peuvent rester en charge plus de douze années consécutives pour les deux fonctions.
Lors de la session 2021-2023, la législature de l'État est largement dominée par les républicains. Au Sénat, 39 républicains font face à neuf démocrates tandis que la Chambre des représentants est dominée par une majorité de 82 élus républicains contre 19 démocrates.

#### Pouvoir judiciaire

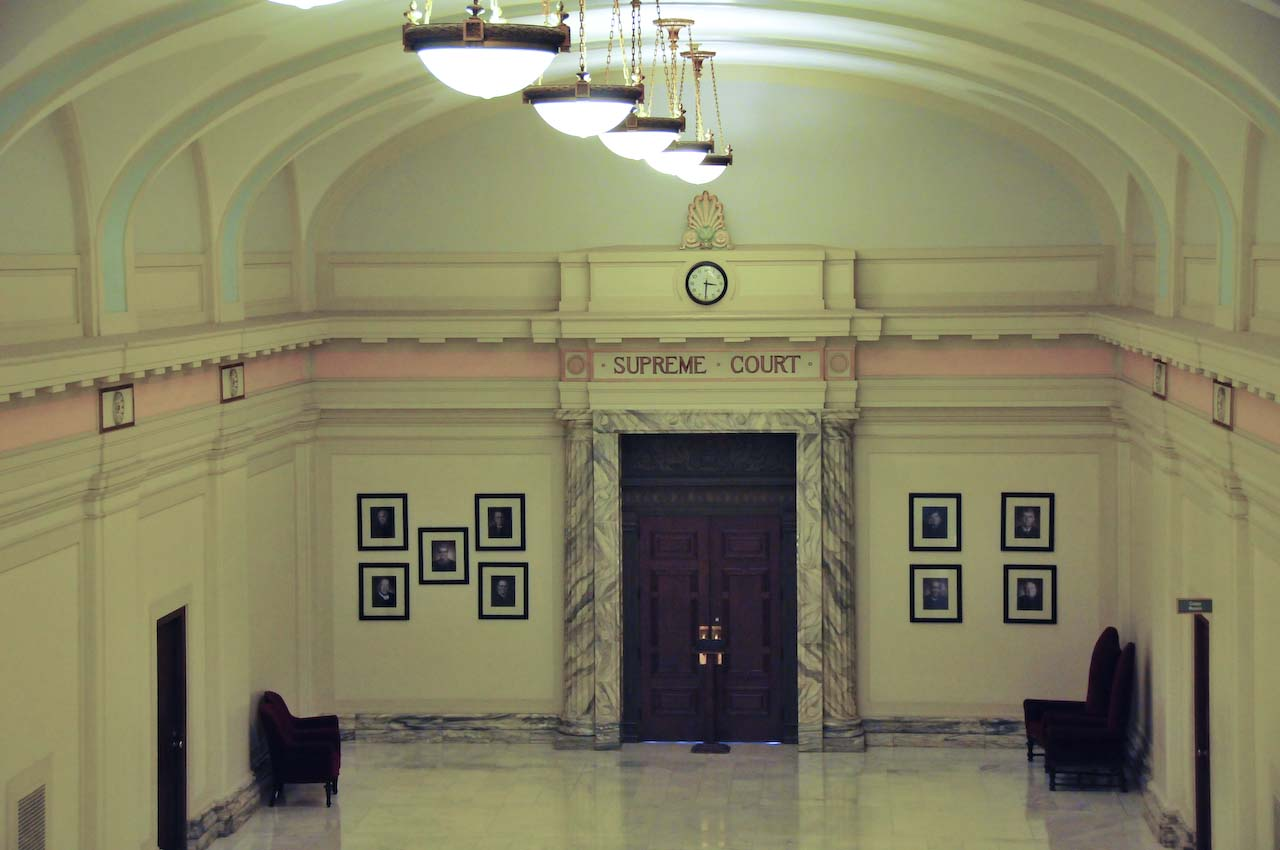
L'entrée de la Cour suprême de l'Oklahoma.

Le pouvoir judiciaire est assuré par deux cours d'appel : la Cour suprême de l'Oklahoma pour les affaires civiles et l'Oklahoma Court of Criminal Appeals pour les crimes. Cette dernière se prononce sur l'application de la peine de mort. L’État est subdivisé en 77 districts (District Courts), qui correspondent aux 77 comtés. Le système judiciaire comprend également deux cours indépendantes : la Court of Impeachment et l'Oklahoma Court on the Judiciary. Les juges de ces deux cours, ainsi que ceux de la Court of Civil Appeals sont désignés par le gouverneur sur recommandation d'une commission judiciaire (Judicial Nominating Commission) pour six années. Depuis 1976, l'Oklahoma a exécuté 88 personnes, ce qui place cet État au troisième rang derrière le Texas et la Virginie.

#### Gouvernement local
L'Oklahoma est divisé en 77 comtés. Chaque comté est gouverné par un conseil élu de trois personnes (commissioners), un contrôleur des taxes (tax assessor), un clerc (clerk), un court clerk, un trésorier (treasurer) et un shérif. Chaque municipalité possède un gouvernement local indépendant organisé en trois branches (exécutive, législative et judiciaire) ; le gouvernement du comté exerce sa juridiction sur les villes et les zones non-incorporées. Le gouvernement du comté et des municipalités perçoivent des taxes, emploient une police locale, tiennent des élections,. Les autres découpages administratifs sont les districts scolaires (school districts), les technology center districts, community college districts, rural fire departments, rural water districts…
Il existe en outre 39 gouvernements tribaux amérindiens qui exercent des pouvoirs limités sur certains secteurs de l'Oklahoma, des terres attribuées à l'époque du Territoire indien. En revanche, il n'y a pas de réserves indiennes comme dans le reste des États-Unis. Les gouvernements tribaux détiennent une quasi souveraineté sur les membres et les fonctions de la tribu. Ils sont sous l'autorité du Congrès des États-Unis dans certains domaines, notamment en matière constitutionnelle,.

## Culture
Du fait de sa position centrale aux États-Unis, de l'impact de son histoire et de son brassage ethnique, l'Oklahoma possède une culture riche mais qui lui est propre. Le Bureau de recensement américain place l'Oklahoma parmi les États du Sud ; mais l'Oklahoma se trouve à la charnière de plusieurs ensembles culturels comme le Midwest et le Sud-Ouest. Certaines régions de l'Oklahoma appartiennent au Sud supérieur et aux Grandes Plaines.
La culture de l'Oklahoma est marquée par la diversité des influences. Les habitants se réclament de différentes origines, essentiellement allemandes, irlandaises et amérindiennes. 25 langues amérindiennes sont parlées, plus que dans n'importe quel autre État américain. Dans le passé, six gouvernements différents ont revendiqué leur souveraineté sur le territoire de l'Oklahoma. 67 tribus amérindiennes sont présentes et 39 nations reconnues par le pouvoir fédéral,. L'afflux de populations amérindiennes dans les siècles précédents a beaucoup joué sur la personnalité de l'État de l'Oklahoma. Les symboles amérindiens y sont d'ailleurs nombreux, jusque dans le drapeau de l'État sur lequel figure un bouclier traditionnel des plaines sur lequel se croisent une branche d'olivier et un calumet de la paix. Les différents gouvernements qui se sont succédé à la tête de l'Oklahoma ont d'ailleurs joué un rôle très important dans ce devoir de mémoire, et dans cette fierté d'appartenir à l'État des Native Americans, c'est-à-dire des Indiens d'Amérique. Cette volonté de conservation s'exprime au travers de la conservation de l'art, de la culture et des croyances amérindiennes dans différents musées et sites spécifiques tels que le musée Tsa-La-Gi de Tahlequah (musée de la civilisation cherokee).
La cuisine reflète particulièrement l'appartenance de l'Oklahoma au Sud du pays et sa diversité culturelle. Les plats traditionnels sont ceux de la cuisine du Sud des États-Unis et utilisent des produits comme la cornille, la courge et le maïs. Le barbecue et la tarte aux pacanes figurent parmi les mets incontournables de l'Oklahoma.

### Festivals et événements culturels

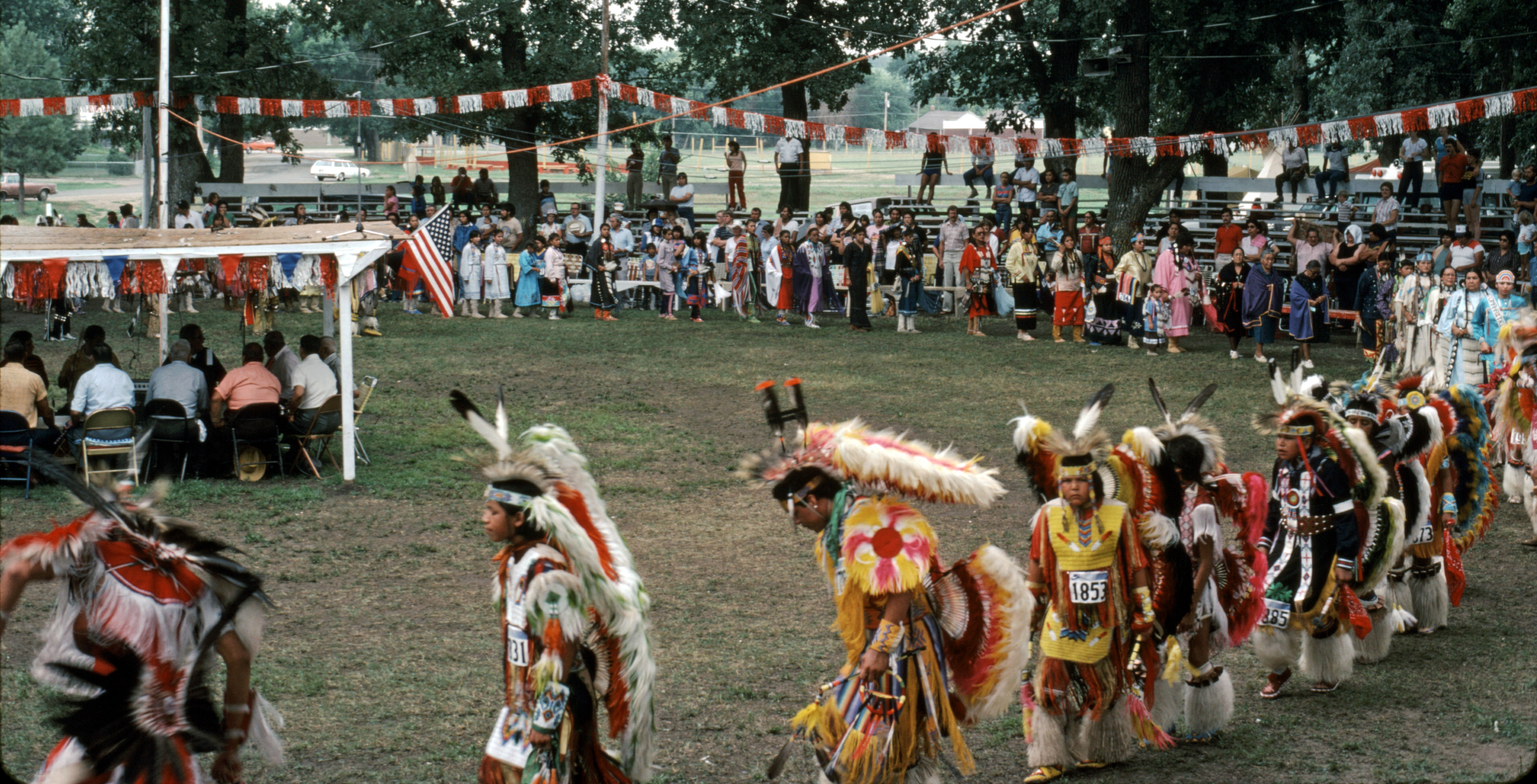
Les événements culturels amérindiens, comme les pow-wows, sont fréquents en Oklahoma.

En 2007, le centenaire de l'Oklahoma fut élu « meilleur événement de l'année » par l'American Bus Association. De nombreux festivals ethniques se tiennent tout au long de l'année au cours desquels les visiteurs peuvent assister à des pow-wows. La foire d'Oklahoma (Oklahoma State Fair) et celle de Tulsa (Tulsa State Fair) se déroulent pendant dix jours et reçoivent chacune près d'un million de visiteurs,. En 2006, l'Oktoberfest, une « fête de la bière » qui se tient à Tulsa, a été reconnue comme l'une des plus importantes dans le monde par le quotidien USA Today.
Tulsa compte également un grand nombre d'événements culturels : en 2007, le Mayfest festival a attiré quelque 375 000 visiteurs sur quatre jours. Le Dfest est un festival de musique renommé. Rocklahoma est un festival annuel de hard rock se déroulant à Pryor, qui a réuni quelque 100 000 spectateurs en 2007. À Norman se déroule le Norman Music Festival.

### Architecture et arts plastiques
Les premières habitations des colons sont en bois. Les demeures du Sud ressemblent à celles des grands plantations. L'architecture du début du XXe siècle est marquée par l'éclectisme. Les magnats du pétrole se font construire des résidences à la mesure de leur fortune. Les bâtiments publics sont relativement récents. Certains ont été construits par de grands noms de l'architecture comme Frank Lloyd Wright (Price Tower, à Bartlesville). Les campus universitaires et les églises adoptent souvent le style néogothique. Les centres d'affaires sont constitués de gratte-ciel témoignant de la puissance des entreprises.
Les premiers peintres blancs qui visitent le territoire de l'Oklahoma représentent les Amérindiens : George Catlin (1796-1872) qui séjourne dans les montagnes Wichita dans les années 1830, John Mix Stanley (1814-1872), Frederic Remington (1861-1918), Elbridge Ayer Burbank (1848-1959). Au début du XXe siècle, les magnats de l'industrie et du pétrole investissent leur fortune dans l'art. L'école d'art de l'université de l'Oklahoma commence à rayonner sur la culture de l'état. L'Association of Oklahoma Artists voit le jour en 1916. Pendant l'entre-geux-Guerres, des fresques qont réalisées par des artistes amérindiens sur les murs des bâtiments publics. D'une manière générale, la WPA encourage le développement de la culture durant la Grande Dépression.

### Arts du spectacle et musique

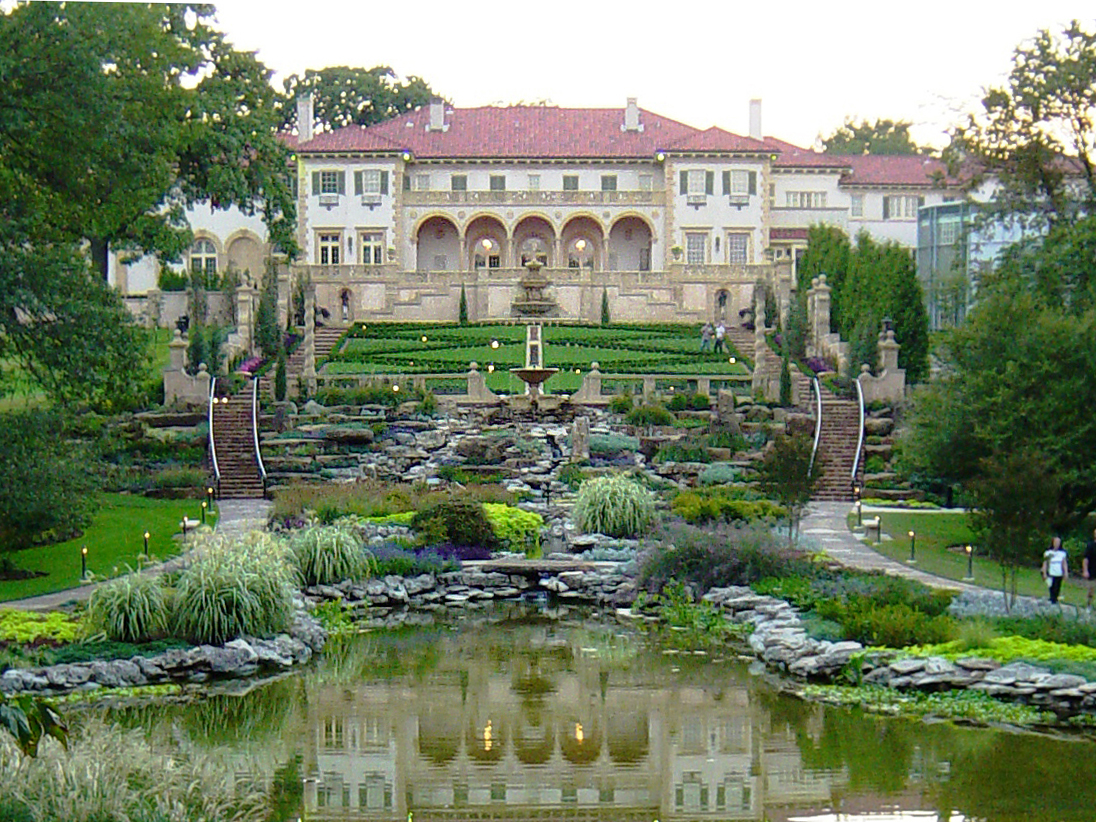
Le Philbrook Museum est l'un des plus riches musées des beaux-arts aux États-Unis.

Le OK Mozart Festival (en) de Bartlesville est l'un des plus importants du Sud des États-Unis. Le Festival of the Arts d'Oklahoma City est également l'un des meilleurs du pays. Cinq ballerines amérindiennes sont originaires de l'État et ont des tournées mondiales : Yvonne Chouteau, les sœurs Marjorie et Maria Tallchief, Rosella Hightower et Moscelyne Larkin, connues sous le nom de Five Moons. Le Tulsa Ballet est considéré par le journal The New York Times comme l'une des meilleures compagnies des États-Unis. Yvonne Chouteau et son époux Miguel Terekhov sont à l'origine de l'Oklhoma City Ballet et de l'University of Oklahoma's dance program en 1962,,. À Sand Springs, un amphithéâtre en plein air appelé « Discoveryland! » accueille la comédie musicale Oklahoma !.
Le XIXe siècle fut marqué par la coexistence de traditions musicales différentes : rythmes amérindiens, ballades des cow-boys et des pionniers, Negro spiritual. Le jazz s'est développé dans les grandes villes de l'Oklahoma au début du XXe siècle. L'Oklahoma est le berceau de styles musicaux tels que The Tulsa Sound et Western Swing, qui fut popularisé par le Cain's Ballroom de Tulsa. Le bâtiment appelé « Carnegie Hall of Western Swing » servit de salle de spectacle pour Bob Wills et les Texas Playboys pendant les années 1930. Stillwater est connue comme le foyer de la musique Red Dirt, dont le principal représentant est le groupe Bob Childers.

### Musées et institutions culturelles
Oklahoma possède plus de 300 musées. Le Philbrook Museum de Tulsa est considéré comme l'un des 50 meilleurs musées des États-Unis et le Sam Noble Oklahoma Museum of Natural History à Norman est l'un des plus grands musées universitaires. Les collections de Thomas Gilcrease sont exposées au Gilcrease Museum de Tulsa, qui abrite également la plus grande collection d'art de l'Ouest américain. L'Oklahoma City Museum of Art est célèbre pour ses collections de Dale Chihuly, les plus importantes du monde ; le National Cowboy & Western Heritage Museum à Oklahoma City expose des objets sur la conquête de l'Ouest. Le Sherwin Miller Museum of Jewish Art de Tulsa possède la plus grande collection judaïque du Sud-Ouest des États-Unis.

### Cinéma
De nombreux films ont été tournés ou se déroulent en Oklahoma. La Ruée vers l'Ouest (1960) puis Horizons lointains (1992) évoquent la course à la terre au XIXe siècle. Oklahoma ! (1955) est l'adaptation en film musical par Fred Zinnemann de la comédie musicale du même titre. Tulsa (1949) se déroule pendant le boom pétrolier. Outsiders de Francis Ford Coppola (1983) fut tourné à Tulsa. Twister a été filmé en Oklahoma et met en scène des chasseurs de tornades. L'Oklahoma est un lieu de passage pour les héros des road movies Macadam à deux voies (1971) et Rain Man (1989). Meurtre à Tulsa (1997) est une adaptation du roman de Bryan Fair Berkey. Le Mystère Silkwood (1983) raconte l'histoire réelle de Karen Silkwood morte dans des circonstances douteuses alors qu'elle enquêtait sur des actes délictueux dans l'usine de plutonium où elle travaillait à Cimarron.
Bien que dans le film Thelma et Louise (1991), l'action se situe en partie en Oklahoma, ce film a en réalité été tourné en Utah et surtout en Californie qui offre certains paysages similaires à ceux de l'Oklahoma.

### Littérature
Les premiers écrits sur l'Oklahoma datent du XVIe siècle. Il s'agit du récit de l'expédition du conquistador Francisco Vásquez de Coronado raconté par Castañeda. Au XIXe siècle, le naturaliste anglais Thomas Nuttall (1786-1859) et l'écrivain américain Washington Irving (1782-1859) décrivent la région. En 1835, le missionnaire Samuel Worcester traduit la Bible pour les Cherokees et installe la première presse de l'Oklahoma. Il publie de nombreux textes amérindiens. Entre la guerre de Sécession et le début du XXe siècle, la littérature de l'Oklahoma s'enrichit des témoignages des pionniers et des officiers comme ceux de Thompson Benton Ferguson (1857-1921), futur gouverneur de l'État. La poésie se développa après la Première Guerre mondiale sous l'impulsion de professeurs de l'université de l'Oklahoma tels que Rollie Lynn Riggs (1899-1954) ou Stanley Vestal (1877-1957). Les poètes Donald Benson Blanding (1894-1957) et John Berryman (1914-1972) eurent des carrières nationales. Benjamin A. Botkin (1901-1975) édite entre 1929 et 1932 la revue Folk-Say sur le folklore américain. En 1945, Marquis James (1891-1955) publie Cherokee Strip: A Tale of an Oklahoma Boyhood ainsi que plusieurs biographies. Plusieurs écrivains de la deuxième moitié du XXe siècle sont originaires de l'Oklahoma : Angie Debo (1890-1988) a écrit de nombreux livres sur l'histoire de l'Oklahoma et sur les Amérindiens. John Joseph Mathews (vers 1894-1979) est l'auteur de romans à succès sur les Osages. L'histoire de l'Oklahoma a donné de nombreuses sources d'inspiration aux écrivains nés dans l'État : par exemple, Matt Braun s'est spécialisé dans le western et a reçu plusieurs récompenses littéraires. Cimarron est un roman d'Edna Ferber publié en 1929 qui évoque la course à la terre. L'Oklahoma est aussi le décor choisi par John Steinbeck pour le début de son roman Les Raisins de la colère dépeignant la grande misère qui a frappé les petits exploitants lors de la Grande Dépression. Enfin cet État, et plus précisément la période de la course à la terre, a inspiré le dessinateur de bandes dessinées Morris dans un album de Lucky Luke intitulé Ruée sur l'Oklahoma.

### Gastronomie

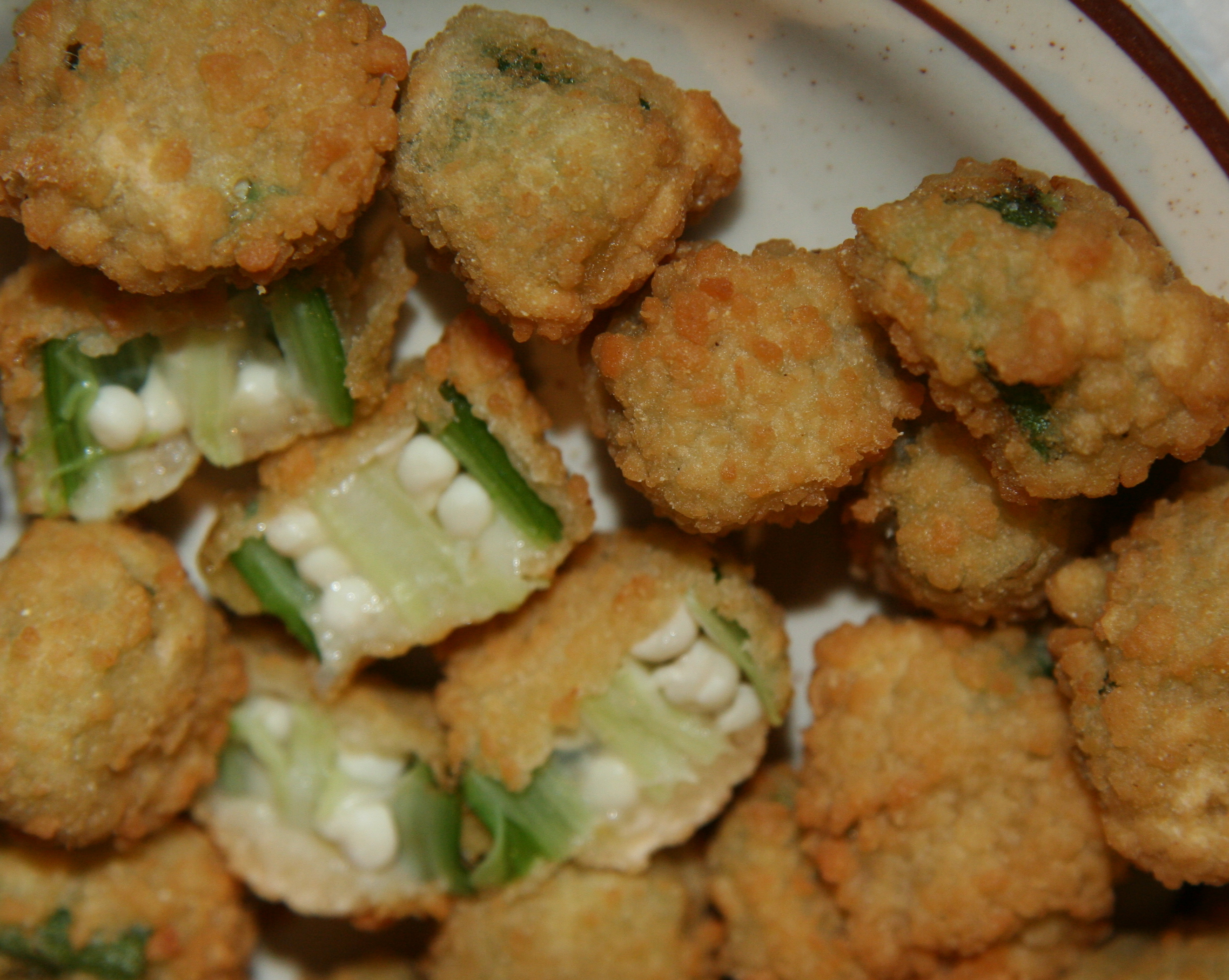
Le fried okra est typique de l'Oklahoma.

Parmi les aliments les plus représentatifs de l'Oklahoma on retrouve : l'Oklahoma barbecue, le fried onion burger, le chicken fried steak, le fried pies, le fried okra, les calf fries, les sonic tater tots, le fried catfish, le sooner steaks, les biscuits and gravy and sausage, les grits et le cornbread,.

## Éducation

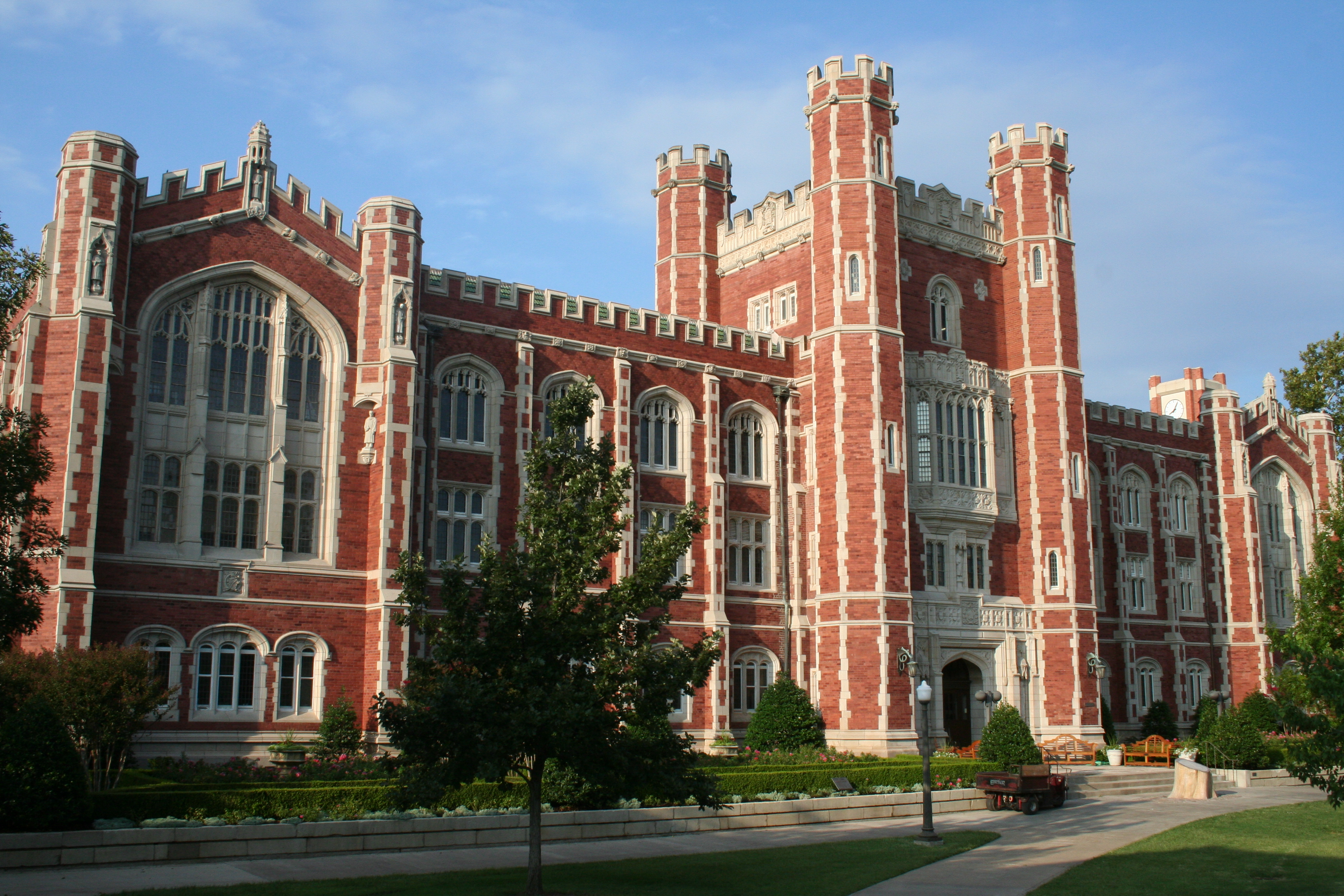
Université de l'Oklahoma, Evans Hall.

Le système éducatif se compose d'écoles publiques financées par l'État de l'Oklahoma et d'écoles privées indépendantes. En 2006, il comptait 631 337 élèves répartis dans 1 846 établissements primaires et secondaires et 540 school districts. L'Oklahoma compte le plus grand nombre d'élèves amérindiens du pays (120 122 pour l'année scolaire 2005-2006). L'État se classe parmi les derniers pour les dépenses d'éducation (6 614 dollars par élève en 2005) même si celles-ci ont augmenté. En 2004, il était à la 36e place pour le pourcentage d'adultes ayant un diplôme du secondaire (85,2 %, soit l'un des plus forts taux du Sud des États-Unis,.
Il existe au total 43 établissements d'enseignement supérieur dans l'État. Les deux plus grandes universités publiques sont l'université de l'Oklahoma (30 000 étudiants) et l'université d'État de l'Oklahoma (32 760 étudiants pour l'année universitaire 2006-2007). Chacune possède un campus principal et des antennes régionales. L'université d'Oklahoma City (3 800 étudiants), l'université Oral Roberts et l'université de Tulsa (4 187 étudiants) sont les principaux établissements privés.
L'Oklahoma possède 11 universités publiques régionales. L'université d'État Northeastern est la deuxième institution d'enseignement supérieur fondée à l'ouest du Mississippi (1851) et possède la seule école d'optométrie de l'Oklahoma et le plus important effectif d'étudiants amérindiens du pays,.

## Sports
L'Oklahoma possède de nombreuses équipes sportives en basket-ball, football américain, baseball, football et hockey sur glace, dans les villes d'Oklahoma City, Tulsa, Enid, Norman et Lawton. Le Thunder d'Oklahoma City évolue en NBA et est la seule équipe qui joue dans une ligue professionnelle nationale. Les autres équipes appartiennent à des divisions inférieures : Ligue mineure de baseball (les Dodgers d'Oklahoma City, les Drillers de Tulsa), af2 (les Yard Dawgz d'Oklahoma City, les Talons de San Antonio), National Women's Football Association (équipe féminine du Lightning d'Oklahoma City), G League (Blue d'Oklahoma City). Les villes d'Enid et de Lawton possèdent des équipes professionnelles de basket-ball : USBL et CBA. Après le passage de l'ouragan Katrina sur la Louisiane en 2005, le club de basket-ball des Pelicans de La Nouvelle-Orléans fut contraint de s'installer au Ford Center d'Oklahoma City où ils jouèrent pendant deux saisons. En juillet 2008, les SuperSonics de Seattle, propriété d'un groupe d'hommes d'affaires d'Oklahoma City dirigé par Clayton Bennett, furent relocalisés au Ford Center sous le nom du Thunder d'Oklahoma City.
Le sport universitaire est très populaire dans l'État. Les Sooners de l'Oklahoma (Université de l'Oklahoma) et les Cowboys d'Oklahoma State qui évoluent dans la division sud de la Big 12 Conference. Les derbys entre les deux équipes sont appelés Bedlam Series et sont particulièrement suivis. Le programme de football américain de l'université de l'Oklahoma réunit en moyenne 84 561 spectateurs lorsque l'équipe joue à domicile.
11 universités ou colleges sont inscrits à la NCAA, dont quatre appartiennent à la première division : l'université de l'Oklahoma, l'université d'État de l'Oklahoma, l'université de Tulsa et l'université Oral Roberts. Le magazine Sports Illustrated place les équipes de l'Université de l'Oklahoma et l'Université d'État d'Oklahoma parmi les meilleures du pays,.
Douze autres établissements d'enseignement supérieur participent à la National Association of Intercollegiate Athletics, la plupart dans la Sooner Athletic Conference. La finale de l'US Open féminin de golf a été jouée à Muskogee en 1970 et au Cedar Ridge Country Club à Tulsa en 1983. Le championnat de golf masculin s'est déroulé dans plusieurs lieux de l'État : Southern Hills Country Club (Tulsa), Oak Tree Country Club (Oklahoma City) et Cedar Ridge Country Club (Tulsa). Southern Hills a accueilli quatre championnats de la PGA et trois US Open de golf, le plus récent en 2001. Le rodéo est également un sport populaire en Oklahoma et la ville de Guymon organise le plus important des États-Unis.

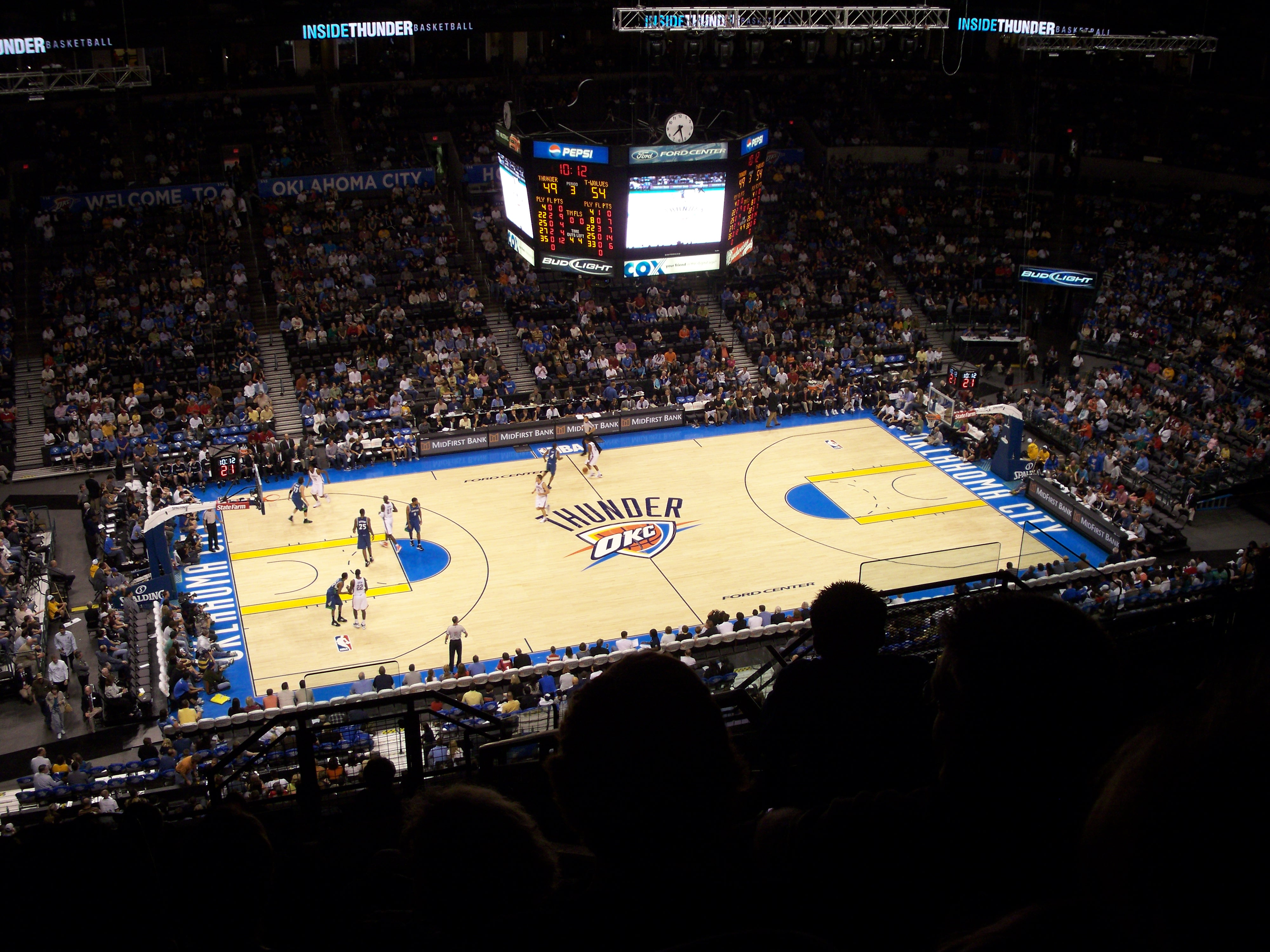
Le Thunder d'Oklahoma City.
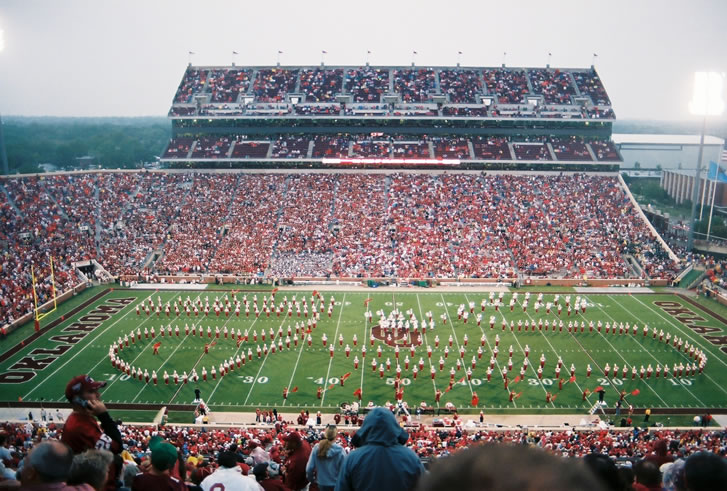
Le Memorial Stadium (université d'Oklahoma) accueille les matchs de football américain de la première division de la NCAA.

## Médias

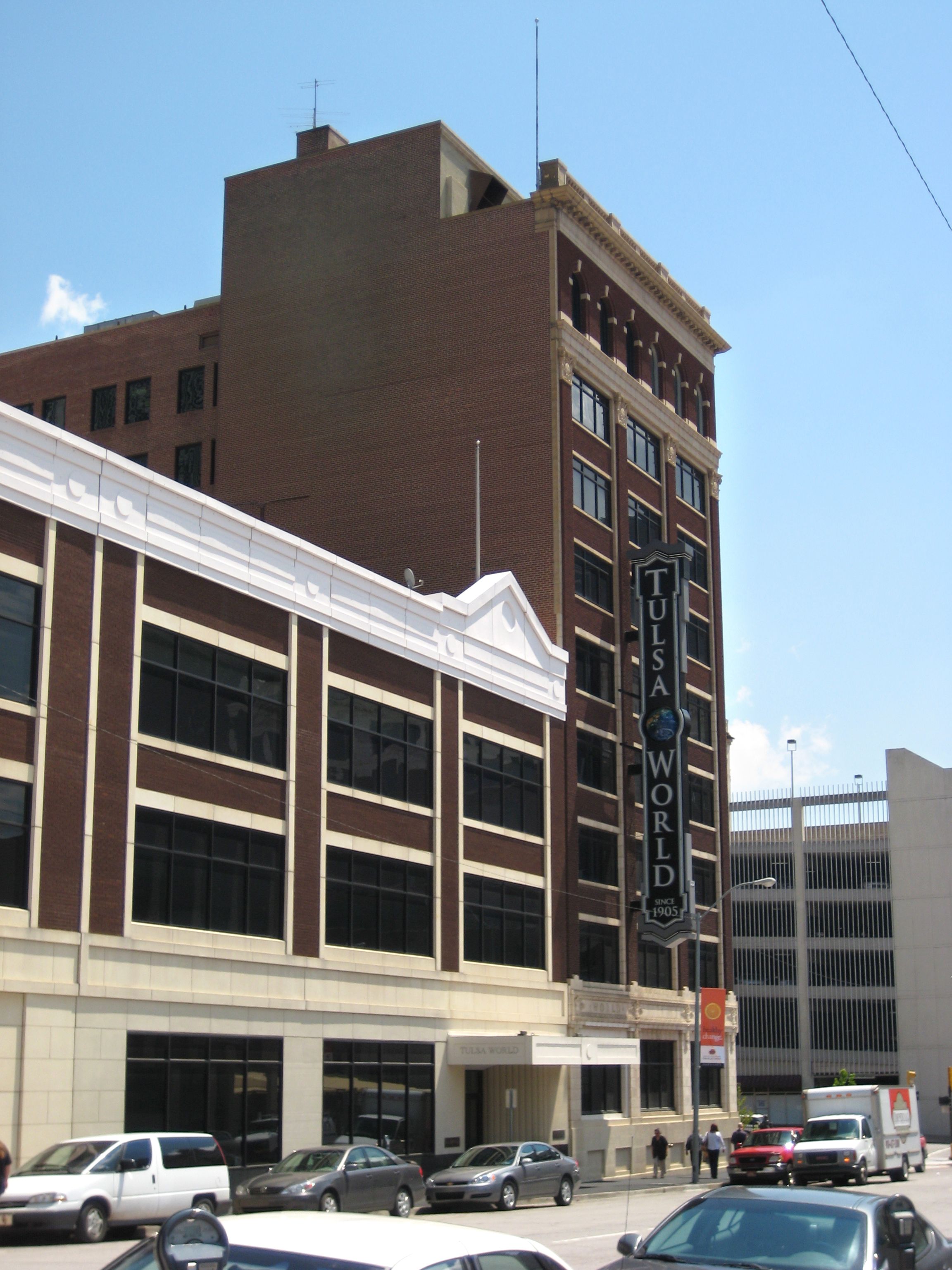
Le siège du quotidien Tulsa World.

### Presse écrite
En 2006, l'Oklahoma compte plus de 220 périodiques, dont 177 hebdomadaires et 48 quotidiens. The Oklahoman (Oklahoma City) est le quotidien le plus important de l'État et le 48e du pays. Il est diffusé à 215 102 exemplaires en semaine et 287 505 le dimanche. Le Tulsa World est le deuxième en Oklahoma et le 77e aux États-Unis (189 789 le dimanche et 138 262 en semaine). Le Cherokee Advocate, premier journal de l'Oklahoma, est paru en 1844 ; les articles étaient publiés en langue cherokee et en anglais.

### Radios
WKY est la première station à Oklahoma City en 1920, suivie par KRFU à Bristow, qui est transférée par la suite à Tulsa et devint KVOO en 1927. En 2006, il existe plus de 500 stations de radio en Oklahoma.
Les deux principales radios sont Oklahoma Public Radio et Public Radio International. Lancée en 1955, Oklahoma Public Radio a reçu 271 récompenses pour la qualité de ses programmes. Public Radio International diffuse ses émissions sur dix stations à travers l'État.

### Télévision
Les débuts de la télévision hertzienne en Oklahoma remontent à 1949 avec la naissance des chaînes KFOR-TV à Oklahoma City et KOTV-TV à Tulsa. Actuellement, tous les réseaux nationaux sont disponibles.
L'Oklahoma possède quelques chaînes de télévision communautaires à destination des Amérindiens, des Hispaniques et des Asiatiques. Trinity Broadcasting Network est un réseau de télévision chrétienne dont les studios se trouvent à Tulsa.

## Transports

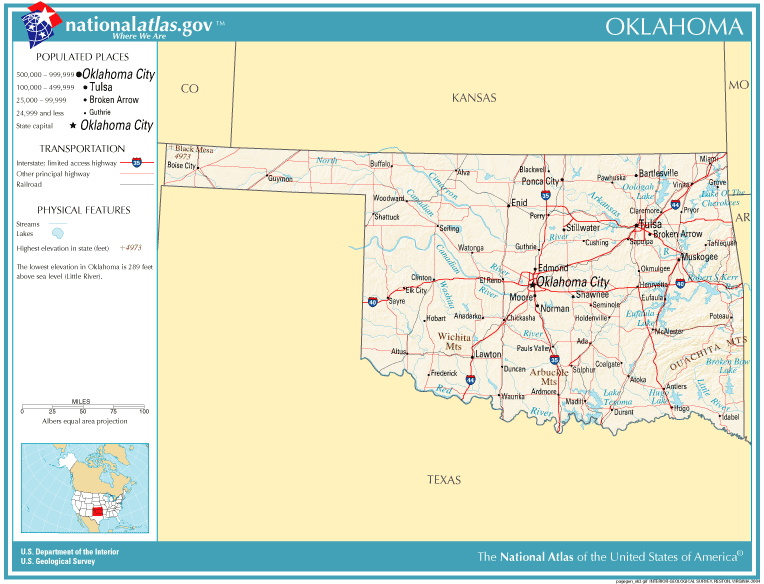
Carte des principales routes de l'Oklahoma.

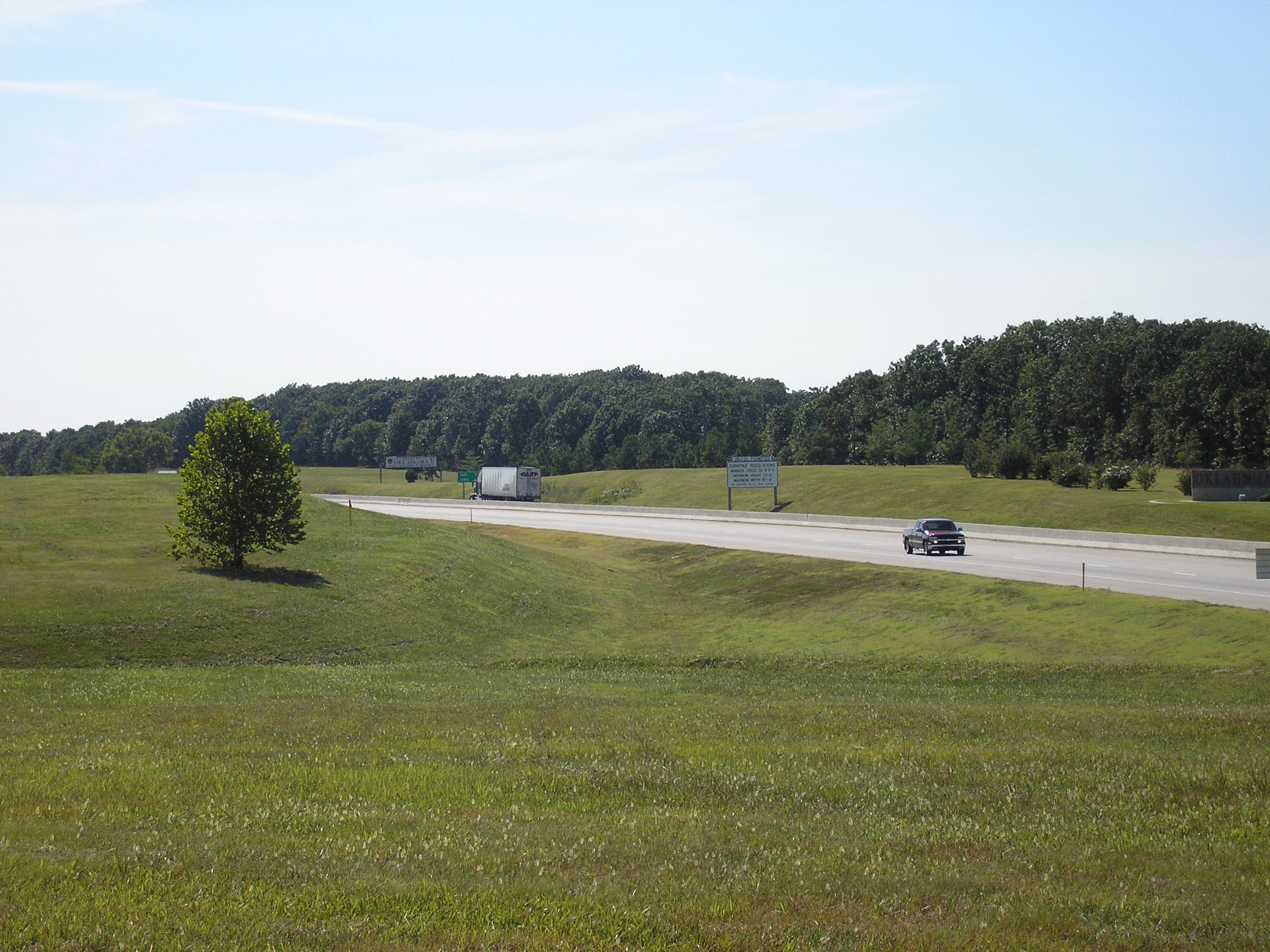
Le Will Rogers Turnpike est l'une des principales autoroutes payantes de l'Oklahoma.

Par sa position centrale aux États-Unis, à équidistance entre New York et Los Angeles, l'Oklahoma est un carrefour de voies de communications et possède un réseau de transport diversifié. L'État est traversé par quatre « autoroutes inter-États » (Interstate highway). À Oklahoma City se croisent l'Interstate 35, l'Interstate 44 et l'Interstate 40, ce qui constitue le plus important carrefour du système autoroutier américain. Le réseau routier a une longueur cumulée de 19 000 km et se compose notamment d'autoroutes gérées par l'État de l'Oklahoma et de dix autoroutes à péage. La célèbre route 66 qui relie Chicago à Los Angeles traverse l'État du nord-est à l'ouest en passant par Tulsa. En 2005, l'Interstate 44 à Oklahoma City était l'autoroute la plus fréquentée de l'Oklahoma avec une moyenne de 131 800 voitures par jour.
L'aéroport Will Rogers World à Oklahoma City est le plus important aéroport de l'Oklahoma avec environ 3,5 millions de passagers par an. Le deuxième est l'Aéroport International de Tulsa, avec trois millions de passagers par an. En termes de trafic, l'aéroport de Riverside-Jones à Tulsa est le plus actif avec 235 039 décollages et atterrissages en 2006. Au total, l'Oklahoma possède plus de 150 aéroports publics.
L'Oklahoma ne possède qu'une ligne de chemin de fer pour les passagers : depuis 1999, la Heartland Flyer mesure 332 km entre Fort Worth au Texas et Oklahoma City. Un projet d'extension vers Tulsa est à l'étude depuis 2007. Le port de Muskogee et le Tulsa Port of Catoosa sont situés sur le McClellan-Kerr Arkansas River Navigation System qui est relié au Mississippi et qui constitue l'une des voies navigables les plus actives du monde. Le Tulsa Port of Catoosa a un trafic annuel de plus de deux millions de tonnes,.